# Bestia del Gévaudan

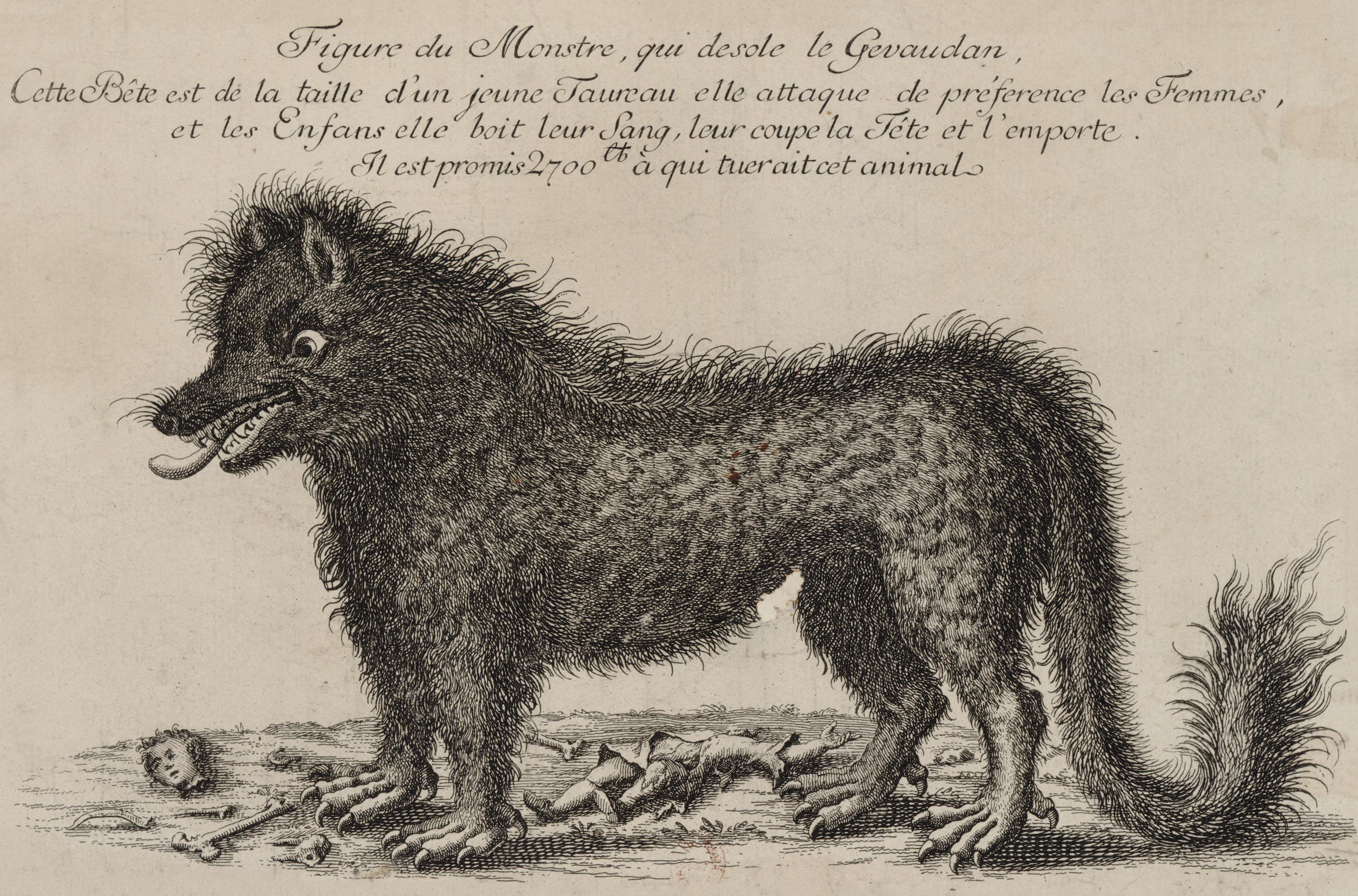
Immagine del mostro che affligge il Gévaudan, incisione su rame, 1764-1765

Bestia del Gévaudan è il nome con cui è noto un animale feroce (o più di uno), mai identificato con esattezza, che fra il 1764 e il 1767 causò più di un centinaio di vittime nelle campagne del Gévaudan, una regione della Francia centro-meridionale. Il numero dei morti varia a seconda delle fonti, ma uno studio del 1987 stimò che ci fossero stati 210 attacchi, con 113 vittime (di cui 98 parzialmente divorate) e 49 feriti.
La Corona di Francia impiegò ingenti quantità di denaro e di uomini per dare la caccia all'animale, che i testimoni oculari descrivevano come un leone, un lupo o una iena, e che la popolazione locale credeva di natura sovrannaturale e immortale. La bestia venne dichiarata uccisa più volte prima del termine definitivo degli attacchi.

## Storia

### Antefatti
Nel 1763 fu registrata, lungo il confine della regione francese del Delfinato, una serie di aggressioni contro contadini e pastori da parte di un animale feroce. Si trattava, secondo le cronache del tempo, di un animale «delle dimensioni di un lupo molto grande, color caffè bruciato chiaro, con una striatura nera sul dorso, la pancia di colore bianco sporco, la testa molto grande, una specie di peluria che forma un fiocco sulla testa e vicino alle orecchie, la coda ricoperta di pelo come quello di un normale lupo, ma più lunga, e portata arrotolata all'estremità». Verso la fine di ottobre la belva si avvicinò a un gregge di pecore e aggredì il pastore, un ragazzo quattordicenne, che però riuscì a salvarsi grazie all'intervento di un altro pastore. Gli attacchi e le descrizioni dell'animale presentavano molti punti in comune con la futura Bestia di Gévaudan, al punto che alcuni autori hanno avanzato l'ipotesi che si sia trattato dello stesso animale.

### I primi casi nel Gévaudan
Nel giugno 1764 una ragazza addetta al bestiame che viveva nei pressi di Langogne tornò al proprio villaggio dicendo di essere stata attaccata da una bestia, avendo salva la vita solo grazie all'intervento dei buoi che stava portando al pascolo, che avrebbero fatto fuggire l'animale feroce. Il successivo 30 giugno Jeanne Boulet, di quattordici anni, fu uccisa nei pressi del villaggio di Les Hubacs, vicino a Langogne. Fu la prima vittima ufficiale della Bestia, e fu sepolta senza sacramenti, non essendosi potuta confessare prima della morte; tuttavia, nei registri parrocchiali è annotato che la ragazza fu «uccisa dalla bestia feroce», facendo perciò supporre che l'esistenza dell'animale fosse già nota.
Una seconda vittima, che viveva a Masméjean e aveva 14 anni, fu denunciata l'8 agosto. Queste prime due morti avvennero nella valle dell'Allier; le seguenti, invece, dalla fine di agosto e durante il mese di settembre, si verificarono nei dintorni e nella foresta di Mercoire. In seguito tre ragazzi di Chayla-l'Evêque, una donna di Arzenc, una bambina di Thorts e un pastore di Chaudeyrac furono ritrovati morti, con i corpi parzialmente divorati e a stento riconoscibili.
Étienne Lafont, amministratore della diocesi di Mende, si trovava a Marvejols alla fine di agosto: da lì inviò alcuni cacciatori, guidati da un tale Mercier, per venire in aiuto alle cacce che andavano svolgendosi nei pressi di Langogne alla ricerca dell'animale. Lafont, però, si rese conto che queste cacce erano insufficienti e informò de Saint-Priest, intendente della Linguadoca, e il conte di Montcan, governatore della provincia: quest'ultimo ordinò al capitano Jean Boulanger Duhamel, di stanza a Langogne con i soldati del reggimento di truppe leggere Clermont-Prince, di occuparsi delle operazioni di caccia contro la Bestia. A settembre scomparvero una ragazza di Rocles, un uomo di Choisniet e una donna di Apcher: parte dei loro resti fu rinvenuta nelle campagne e nei boschi. L'8 ottobre un giovane tornò a casa gravemente ferito dopo aver incontrato la Bestia in un frutteto. Due giorni più tardi, un altro ragazzo rimase gravemente ferito da un'aggressione dell'animale. Il 19 ottobre una contadina fu ritrovata fatta a brandelli e parzialmente divorata vicino a Saint-Alban-sur-Limagnole.

### Duhamel e il reggimentoClermont-Prince

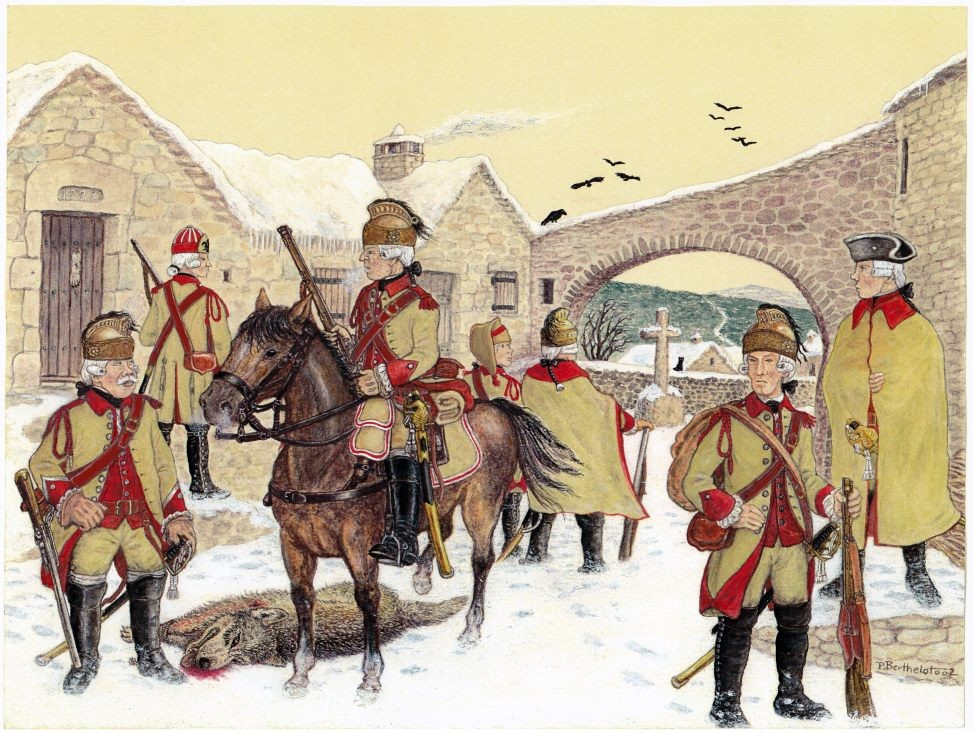
Alcuni uomini del reggimento di truppe leggere Clermont-Prince. Illustrazione di Patrick Berthelot, 2002

Di stanza nella regione quell'anno, il reggimento Clermont-Prince fornì al capitano Duhamel gli uomini necessari per dare la caccia alla bestia. Dal 15 settembre 1764 Duhamel e le sue truppe iniziarono la caccia e armarono i contadini disposti ad aiutarli. Durante numerose battute effettuate nella foresta di Mercoire la Bestia fu avvistata sporadicamente, senza però poter essere catturata. Tuttavia, è senza dubbio a causa di queste cacce che la Bestia lasciò la zona e raggiunse, entro ottobre, la Margeride e l'Aubrac.
Infatti, il 7 ottobre, una ragazza fu uccisa nel villaggio di Apcher, vicino a Prunières, e la sua testa fu ritrovata solo otto giorni dopo. Il giorno successivo un pastore fu aggredito vicino a La Fage-Montivernoux. Lo stesso giorno, la Bestia attaccò un altro pastore fra Prinsuéjols e il castello de la Baume, di proprietà del conte de Peyre. L'uomo, però, si rifugiò fra le proprie mucche, che riuscirono a respingere la Bestia. Poco dopo, alcuni cacciatori che uscivano dal bosco vicino videro l'animale ancora in agguato. Due di essi sparano e colpirono la Bestia che, due volte, cadde e si rialzò, per poi far perdere le proprie tracce nella boscaglia. La battuta di caccia organizzata il giorno dopo non diede alcun esito, ma due contadini affermarono di aver visto l'animale zoppicare, ferito, durante la notte.
Fu durante il mese di ottobre 1764 che la Bestia perpetrò i suoi attacchi nelle zone più meridionali, in particolare quello che costò la vita a Marie Solinhac, aggredita a Les Hermaux. Il 2 novembre il capitano Duhamel e i suoi uomini lasciarono Langogne per stabilirsi a Saint-Chély-d'Apcher. Tuttavia, a causa di una forte nevicata, poterono effettuare la prima battuta di caccia solo l'11 novembre. Prendendo atto della mancanza di risultati, l'assemblea generale degli Stati della Linguadoca si riunì il 15 dicembre e mise in palio una taglia di 2.000 livres (aumentata poi a 6.000) a chiunque avesse ucciso la belva, ma altre cinque persone furono aggredite e uccise durante il mese di dicembre.

### L'intervento del vescovo di Mende
Il 31 dicembre 1764 il vescovo di Mende Gabriel-Florent de Choiseul-Beaupré, che era anche conte del Gévaudan, chiese per iscritto preghiere e penitenze, e tutti i sacerdoti della diocesi ricevettero l'invito di far rispettare l'ordine ai propri fedeli. Nel testo, il prelato citò la Bibbia nel versetto «Il dente delle belve manderò contro di loro» per identificare la Bestia come una punizione divina. Inoltre, il vescovo ordinò quaranta ore di preghiere recitate per tre domeniche consecutive. Molti sacerdoti ritennero l'animale di origine demoniaca e organizzarono processioni e preghiere per scacciare il maleficio. Fra gennaio e febbraio 1765 le cacce del reggimento di Duhamel continuarono a essere infruttuose. Inoltre, gli abitanti lamentarono che i soldati non pagavano vitto e alloggio e che rubavano i raccolti. Lo scoraggiamento era enorme: le cacce non davano mai alcun esito e le spese per il mantenimento dei soldati gravavano su una regione già in difficoltà perché, per la paura, nessuno pascolava più il bestiame e i mercati erano deserti.

### Jacques André Portefaix

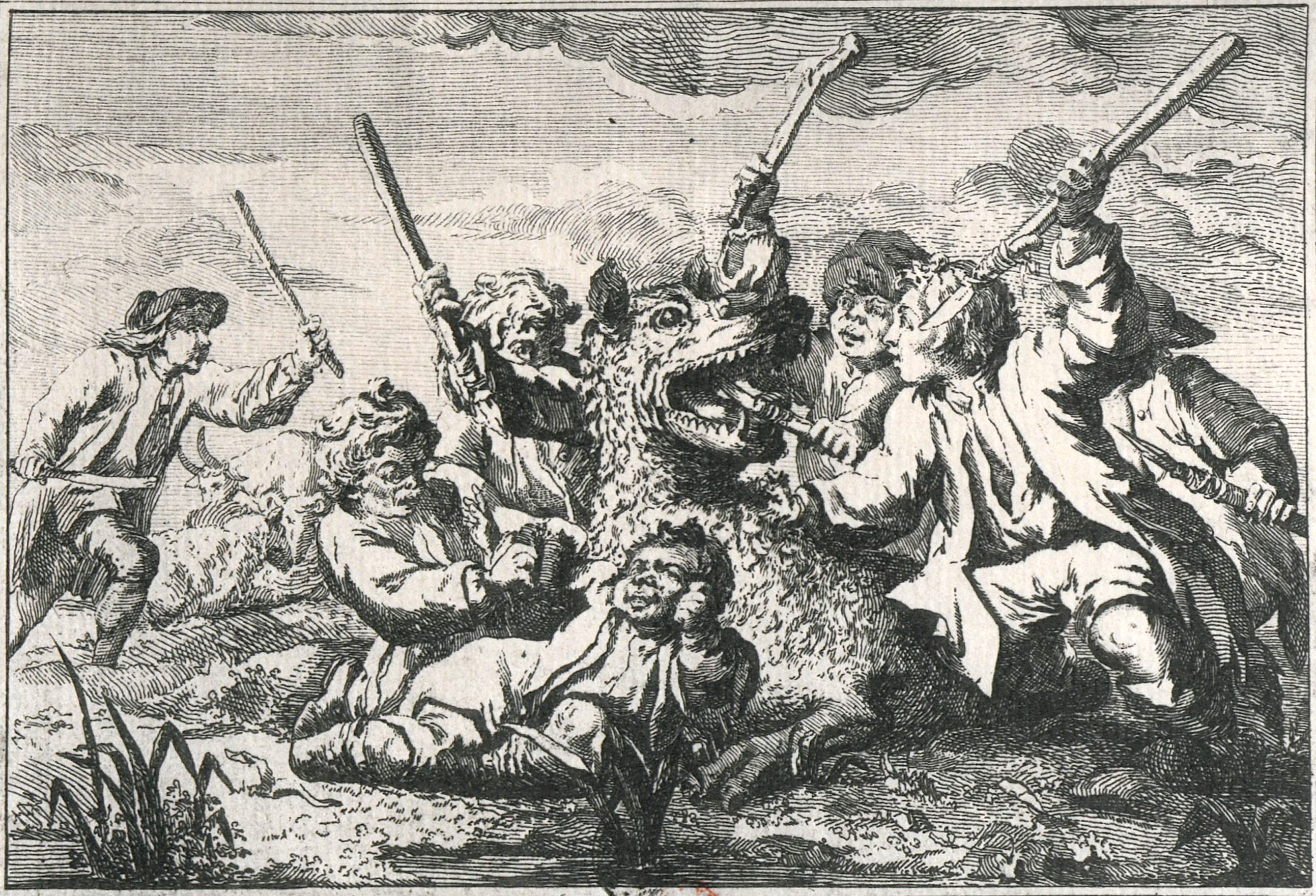
Il combattimento di Jacques Portefaix e dei suoi compagni contro la bestia, incisione, 1765 circa

Il 12 gennaio 1765 la Bestia aggredì sette bambini, cinque maschi e due femmine dagli otto ai dodici anni a Villaret, vicino a Chanaleilles. L'animale attaccò girando intorno ai bambini raggruppati per difendersi, morse Joseph Panafieu e lo trascinò via. Uno dei bambini gridò di fuggire mentre la belva era occupata, ma Jacques André Portefaix li incoraggiò a salvare Panafieu. La Bestia fu allora avvicinata dai bambini, armati di bastoni ai quali avevano legato dei coltelli. Portefaix e i suoi amici riuscirono a liberare il compagno, al quale la belva aveva però già strappato il viso e l'aveva mangiato sul posto, mentre l'arrivo di alcuni uomini allertati dalle grida fece fuggire l'animale nel bosco.
Il verbale di quanto accaduto fu inviato dal vescovo di Mende direttamente al re Luigi XV, il quale ricompensò ogni bambino con 300 livres per il coraggio dimostrato e si offrì di pagare personalmente l'istruzione di Jacques André Portefaix. Il ragazzo era nato l'8 novembre 1752 a Chanaleilles e il 16 aprile 1765 fu ammesso alla scuola dei Fratelli della Dottrina Cristiana di Montpellier, dove rimase fino al novembre 1770. Quindi entrò nella scuola dei Reali Corpi di Artiglieria, dove divenne luogotenente. Morì il 14 agosto 1785 a Franconville.
Intanto la popolazione, informata dai giornali, seguiva con attenzione la vicenda. Qualcuno propose di escogitare trappole per catturare l'animale, come manichini di forma umana realizzati con carne avvelenata da abbandonare nei boschi o bizzarri congegni composti da decine di fucili, azionati da corde legate a un vitello che, usato come esca per la Bestia, vedendola arrivare si sarebbe agitato, causando gli spari.

### I d'Enneval - Jeanne Jouve
Un consigliere del re Luigi XV, François de L'Averdy, convocò Jean Charles Marc Antoine Vaumesle d'Enneval, gentiluomo Normanno, considerato il miglior cacciatore di lupi del regno, si diceva avesse ucciso più di 1200 lupi nel corso della sua carriera. Il 17 febbraio 1765 d'Enneval arrivò a Clermont-Ferrand accompagnato da suo figlio. Verso mezzogiorno del 14 marzo tale Jeanne Marlet, domiciliata a Mas de la Vessière, si trovava davanti alla propria casa con tre dei suoi figli. Allertata da un rumore, si rese conto che sua figlia di nove anni era stata appena trascinata via dalla Bestia. Una figlia della Marlet, Jeanne Jouve, si gettò allora sulla belva, la quale mollò la presa ma, pochi instanti dopo, tornò alla carica attaccando Jean-Pierre Jouve, di sei anni. La sorella lo difese e l'animale rinunciò all'attacco e fuggì. Jean-Pierre, comunque, morì cinque giorni dopo a causa delle ferite riportate. Come ricompensa per il suo atto eroico, la giovane Jeanne Jouve ricevette da Luigi XV di Francia un premio di 300 livres.
Arrivati nel Gévaudan, padre e figlio d'Enneval rivendicano il diritto esclusivo di cacciare, ma dovevano allora ottenere l'allontanamento del capitano Duhamel. Dietro richiesta di François de l'Averdy, l'8 aprile Duhamel e i suoi uomini dovettero lasciare la regione per un nuovo incarico a Pont-Saint-Esprit. I d'Enneval furono lenti a organizzare le battute di caccia, tanto che la prima ebbe luogo solo il 21 aprile, senza comunque sortire alcun esito.
Nell'aprile 1765 la storia della Bestia si diffuse in tutta Europa e alcuni giornali, come il Courrier d'Avignon e La Gazette de France, pubblicarono centinaia di articoli e di testimonianze. Il 1º maggio la Bestia era vicina al bosco di la Rechauve, fra Le Malzieu e Saint-Alban. Alle 18:30 un uomo vide l'animale dalla finestra della propria casa, chiamò i suoi due fratelli, si armarono e uscirono: la Bestia ricevette due colpi di arma da fuoco, cadde due volte ma si rialzò, riuscendo a scappare. Il giorno dopo d'Enneval, che era stato avvertito, si recò sul posto e iniziò le ricerche, accompagnato da una ventina di uomini. Nel pomeriggio del giorno stesso, una donna fu sbranata a Venteuges.
Il 3 maggio il marchese Pierre-Charles de Morangiès lamentò a Étienne Lafont l'inutilità dell'operato di d'Enneval. Il 18 maggio Morangiès inviò una nuova lettera di reclamo a Lafont, mentre le cacce di d'Enneval continuavano a rivelarsi infruttuose. D'Enneval, dal canto suo, lamentava di essere male assistito dai propri collaboratori e dalla popolazione delle campagne, che additava essere codardi, incapaci di seguire le più banali istruzioni nel corso delle battute di caccia da lui organizzate . L'8 giugno, per ordine di Luigi XV, François Antoine, Gran Portatore di Archibugio del Re, partì da Parigi per il Gévaudan, accompagnato da suo figlio Robert François Antoine de Beauterne, da otto capitani della guardia reale, sei guardiacaccia, un servitore e due segugi.

### François Antoine e Marie-Jeanne Vallet

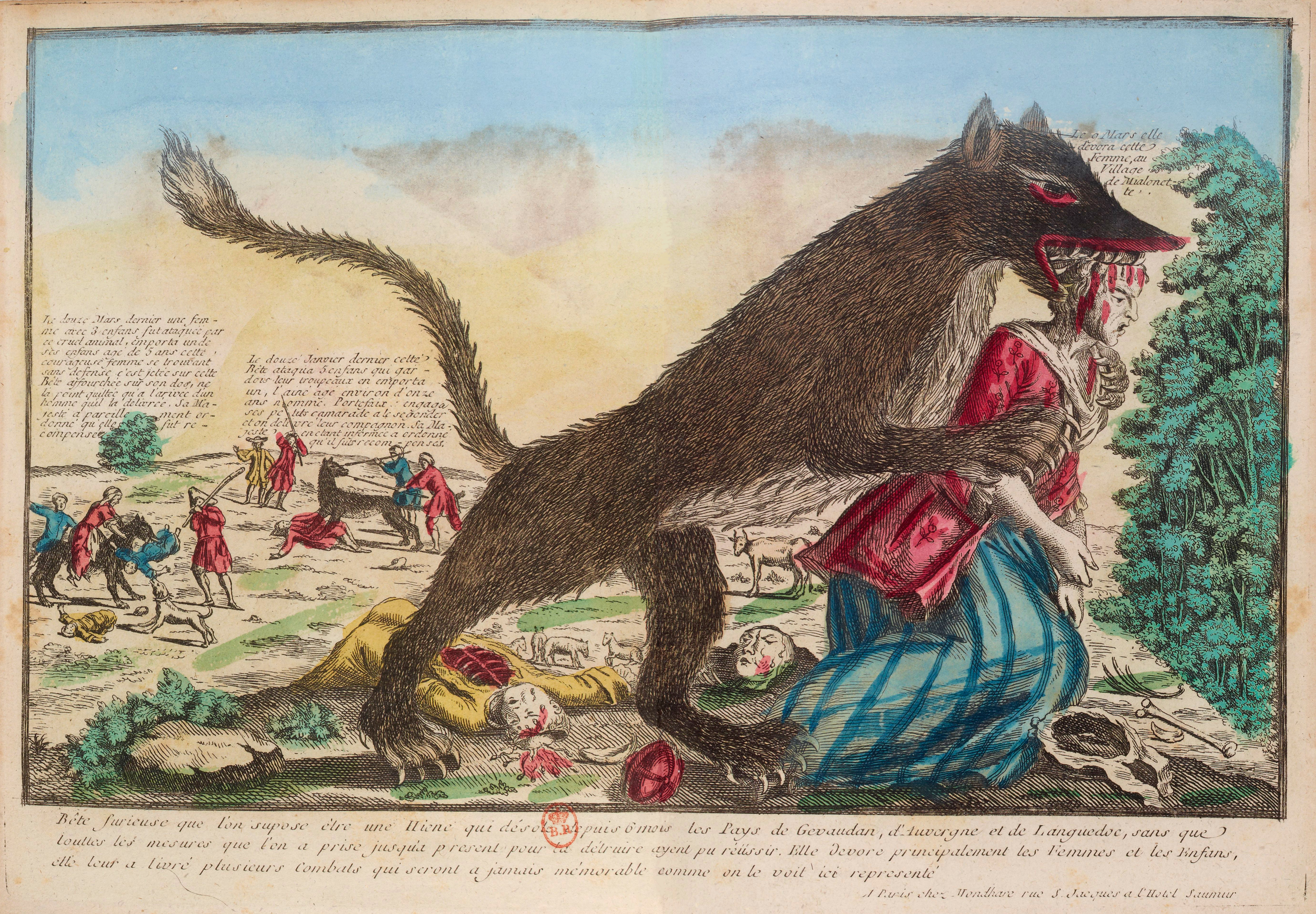
Bestia furiosa che si pensa sia una iena, stampa, 1765 circa

Il 22 giugno François Antoine arrivò a Malzieu e inizialmente si unì ai d'Enneval durante le loro battute di caccia. I d'Enneval, però, il 28 luglio lasciarono la regione per ordine del re. Secondo Antoine, la Bestia non era altro che un lupo ma, nonostante la grande esperienza, non riuscì a trovare l’animale.
Domenica 11 agosto organizzò un grande battuta di caccia. Nello stesso giorno Marie-Jeanne Vallet, perpetua ventenne del parroco di Paulhac, fu aggredita dalla Bestia mentre stava attraversando un ponte in compagnia di altre contadine. Le ragazze indietreggiano, ma la Bestia si avventò sulla Vallet; quest'ultima riuscì a conficcare una lancia nel petto dell'animale, che cadde nel fiume e poi scomparve nel bosco. La storia raggiunse rapidamente Antoine, che si recò sul posto per verificare che la lancia fosse davvero sporca di sangue e che la Bestia fosse davvero stata ferita. L'evento ebbe talmente tanto eco, che venne successivamente dedicata una statua all'eroica pastorella, tutt'ora presente nella cittadina di ad Auvers.

### Il lupo di Chazes
Il 17 Settembre 1765 ci fu un attacco nel villaggio di Pommier, parrocchia di Chazes in Auvergne, nei pressi di Saint-Julien-des-Chazes. Una donna, Jeanne Valette, stava accudendo il figlio, quando lo abbandonò per breve tempo a causa di incombenze. Voltandosi però notò la Bestia che si stava avvicinando di soppiatto e allora prese il coltello di cui era munita ed intervenne coraggiosamente, ferendo l'animale che fu messo in fuga. Appena ricevuta la notizia Antoine incaricò i guardiacaccia di Pélissier e Lacour di recarsi in loco per iniziare la caccia coadiuvati da un certo numero di cani condotti dal valletto Lafeuille. Arrivati a Pommier in data 18 settembre, a seguito di un sopralluogo, appurarono la presenza di grandi impronte di lupo. Proseguendo il giorno seguente la loro missione, avvistarono la Bestia nei pressi del "Bosco della Signora": la belva era inoltre accompagnata da una lupa e tre cuccioli.
Antoine venne prontamente informato e raggiunse i suoi sottoposti a tarda sera. Il giorno successivo, 20 settembre 1765, François Antoine diede il via alla battuta di caccia, facendo circondare il bosco da quaranta tiratori ed insieme al guardiacaccia Rinchard (nipote dello stesso Antoine) si appostò all'incrocio di quattro sentieri, sulla riva destra del fiume Allier, a nord-est di Auvers. Grazie all'impiego della corposa muta di cani della Louveterie, la Bestia venne spinta in direzione del fiume, dove François Antoine si trovava appostato insieme a Rinchard. Antoine per questa particolare battuta di caccia si era dotato di una spingarda, una sorta di potente archibugio, lungo quasi due metri, talmente pesante da non poter essere imbracciato come un comune fucile e che richiedeva quindi un cavalletto di appoggio o un supporto di fortuna, come un grosso masso. Tuttavia l'arma, dotata di canna liscia, permetteva una gittata di quasi 100 metri e grazie alla sua eccezionale potenza poteva essere caricata con pallettoni multipli, tant'è che Antoine la caricò con ben cinque cariche da lupo, perché ben consapevole della straordinaria resistenza della bestia. Secondo il rapporto ufficiale redatto, l'animale uscì dal bosco e a conferma della sua fama di bestia di dimensioni mostruose, lo stesso Antoine in un primo momento lo identificò come un mulo, ma che giunto a 50 passi dal gentiluomo apparve chiaro essere un lupo colossale. Antoine colse l'attimo e sparò, colpendo in pieno la Bestia, che tuttavia non morì immediatamente, anzi riprese la corsa allontanandosi di una trentina di passi, ma a quel punto intervenne Rinchard che finì la belva con un preciso colpo di fucile.
Questo animale, a dispetto della fantasiose testimonianze fornite da diversi pastori nel corso dei mesi, non era una belva esotica, bensì un gigantesco lupo. Il corpo fu portato a Saugues ed esaminato dal chirurgo, François Boulanger. Il lupo dell'età di 8 anni era lungo, dalla radice della coda alla punta del naso, 4 piedi e 5 pollici, pari a 143,3 cm. La lunghezza totale, coda inclusa, era di 5 piedi e 10 pollici, pari a 190 cm. Altezza al garrese di ben 87 cm. Peso di 130 libbre, pari a 63,6 Kg (tenendo presente che il lupo aveva perso una quantità di sangue ragguardevole per via delle enormi ferite provocate dalla spingarda di Antoine, per cui lo stesso Boulanger presunse che il peso in vita poteva attestarsi tra i 73-78 Kg). Queste dimensioni aiutano quindi a capire come i bambini scampati negli anni precedenti agli attacchi della Bestia, la identificassero come un animale di dimensioni eccezionali, spesso associate a quelle di un vitello di un anno. Nel mondo canino solo razze come Alano e Irish Wolfhoud raggiungono dimensioni paritetiche. La descrizione fornita negli anni dai testimoni combaciava con l'animale sottoposto all'autopsia, tuttavia vennero radunati diversi testimoni per confermare l'identità della Bestia: Jean-Pierre Lourd e Marie Trincard, che furono attaccati dall'animale il 21 giugno 1765. Jean Bergounhoux e il fratello Guillaume confermarono che era lo stesso lupo mostruoso che li aveva attaccati il 9 agosto 1765. La stessa Marie-Jeanne Valet venne chiamata a dare testimonianza, insieme alla sorella Thérèse, dichiarò che era lo stesso lupo a cui aveva inferto colpo di baionetta in data 11 agosto 1765. Ad un attento esame venne identificata la cicatrice della ferita in questione.
Antoine de Beauterne, figlio di Antoine, caricò poi l'animale sul suo cavallo, lo portò a Clermont-Ferrand sottoponendolo a tassidermia, facendolo quindi impagliare. Il 1º ottobre Antoine de Beauterne giunse in quel di Versailles, dove la Bestia fu presentata al cospetto di Re Luigi XV venendo poi esposta nei giardini reali. Durante questo periodo François Antoine non si recò a corte per ricevere tutti gli onori da parte del sovrano, bensì rimase in Alvernia con i suoi uomini, di fatti non riteneva conclusa ancora la sua missione. Nei boschi appresso l'abbazia di Chazes era stata segnalata la presenza della lupa e dei cuccioli della Bestia, che nonostante la giovane età avevano già raggiunto dimensioni impressionanti. Per Antoine era assolutamente prioritario sterminare la progenie, evitando quindi il proliferare della mostruosa stirpe della Bestia, allevata con carne umana e quindi sicuramente di tendenza antropofaga. L'ultimo dei lupi fu abbattuto il 19 ottobre. François Antoine e i suoi assistenti lasciarono la regione il successivo 3 novembre.
Ufficialmente la Bestia del Gévaudan venne uccisa il 20 settembre 1765 dal Gran Portatore di Archibugio del Re, François Antoine. Questo carattere di assoluta certezza fu confermato nel 1770 quando a François Antoine venne concesso il diritto di raffigurare un lupo morente nel proprio stemma araldico. La carcassa impagliata della Bestia fu successivamente spostata ed esposta per alcuni anni in giro per la Francia. L'interesse svanì nel tempo e l'animale restò per decenni nei magazzini del Jardin des Plantes di Parigi, dove attaccato dalle tarme, perse il pelo, e infine fu distrutto all'inizio del XX secolo.

### Nuovi attacchi

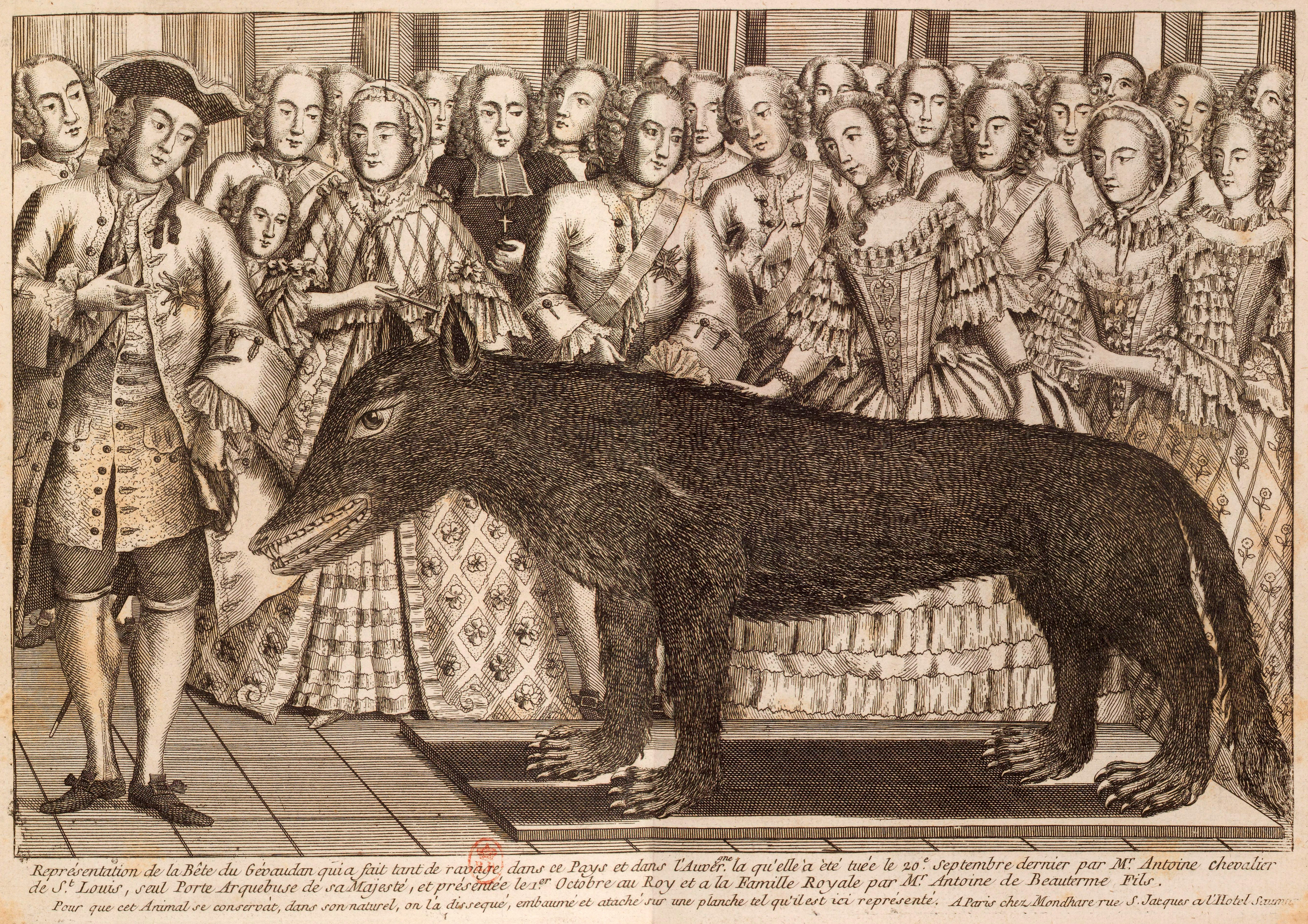
Il lupo ucciso da François Antoine il 21 settembre 1765, imbalsamato ed esposto alla corte di Luigi XV. Incisione, 1765-1766

Il mese di novembre trascorse senza che fosse segnalata alcuna nuova aggressione e la gente si convinse che il pericolo era finalmente cessato, che Antoine avesse davvero ucciso il mostro che terrorizzava la regione. In una lettera del 26 novembre, infatti, Lafont scrisse che: «Non si sente più nulla che abbia a che fare con la Bestia». Nonostante ciò, si sparse la voce di nuovi attacchi a Saugues e a Witches. Queste aggressioni furono episodiche e Lafont non seppe se attribuirle nuovamente alla Bestia o a normali lupi. Il 1º gennaio 1766 de Montluc, in una lettera all'intendente dell'Alvernia, affermò che la Bestia era riapparsa. Quest'ultimo avvertì il re, ma Luigi XV non volle più sentir parlare della questione perché convinto che la vera Bestia fosse già stata uccisa da François Antoine, come conclamato da testimonianze ed autopsia. Da quel momento, i giornali non riportarono più le aggressioni che continuavano a verificarsi nel Gévaudan e nel sud dell'Alvernia.
Il 24 marzo furono convocati a Marvejols gli Stati Particolari del Gévaudan. Étienne Lafont e il marchese Jean-Joseph d'Apcher consigliarono di avvelenare alcuni cadaveri di cani e di trasportarli nei luoghi abitualmente frequentati della Bestia. In primavera gli attacchi si moltiplicarono e la popolazione si rese conto che la salvezza, questa volta, non poteva arrivare dal re. La Bestia, però, non sembrava più coprire un territorio vasto come da abitudini conclamate negli anni precedenti, venendo segnalata solo sui monti Mouchet, Grand e Chauvet, distanti circa 15 chilometri l'uno dall'altro. La Bestia continuò i suoi attacchi per tutto il 1766, ma il suo modus operandi sembrava cambiato: adesso l'animale era meno intraprendente e più attento. Ogni trappola si rivelava vana e ogni battuta di caccia andava a vuoto.

### La Bestia di Chastel
All'inizio del 1767 il numero delle aggressioni calò leggermente, ma in primavera si segnalò un aumento. Il 18 giugno fu riferito al marchese d'Apcher che, il giorno prima, la Bestia era stata avvistata al calar del sole nelle parrocchie di Nozeyrolles e di Desges, dove uccise Jeanne Bastide, di 19 anni. Il marchese, consapevole che il popolo non avrebbe ricevuto più alcun aiuto da Versailles decise allora di organizzare una battuta di caccia in questa regione, sul monte Mouchet e nel bosco di Ténazeyre per il giorno successivo, 19 giugno, accompagnato da alcuni volontari fra cui Jean Chastel, noto per essere un ottimo tiratore.
La battuta ebbe successo, fu proprio Chastel che con il suo fucile uccise un grosso animale, simile a un lupo mostruoso, nei pressi di Auvers. La carcassa fu caricata a cavallo e portata immediatamente al castello di Besque. Il 25 giugno, cioè 8 giorni dopo che Jean Chastel ebbe ucciso la belva, un altro grosso lupo fu abbattuto a La Besseyre-Saint-Mary da tale Jean Terrisse. Le aggressioni cessarono in tutto il Gévaudan. Il vescovo premiò Jean Chastel con 72 livres il 9 settembre, Jean Terrisse con 78 livres il 17 settembre, e il 3 maggio 1768 una somma di 312 livres andò ai cacciatori che avevano accompagnato Chastel e Terrisse.

### Il destino della Bestia

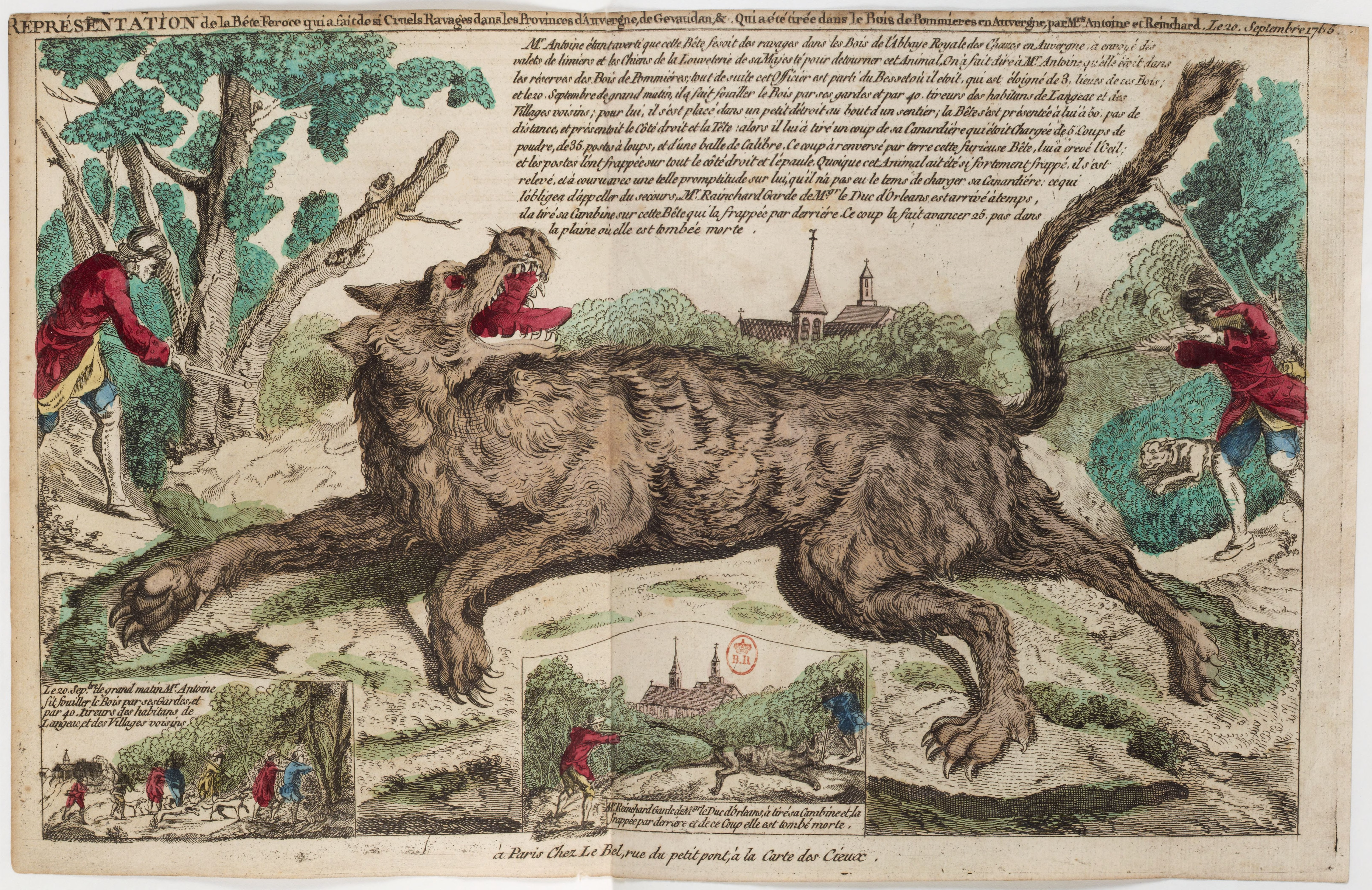
Rappresentazione della bestia feroce che ha provocato un tale crudele trambusto, stampa, 1765 circa

Il 19 giugno 1767 la Bestia abbattuta da Chastel fu portata al castello di Besque, residenza del marchese d'Apcher, dove un avvocato redasse un verbale e un chirurgo esaminò la carcassa. L’animale fu poi impagliato ed esposto al castello di Besque, dove rimase una dozzina di giorni. Successivamente, il marchese ordinò che la Bestia fosse portata a Parigi per mostrarla al re. Secondo una tradizione orale riportata da Pierre Pourcher e ripresa da diversi autori, Jean Chastel sarebbe andato a Parigi per mostrare la Bestia al sovrano, ma quest'ultimo lo avrebbe respinto a causa del fetore emesso dalla carogna. La testimonianza di Gibert, il servo del marchese d'Apcher, illustrò invece una storia diversa:
Sembra che Jean Chastel non abbia accompagnato Gibert a Parigi e che Gibert non abbia mai presentato la carogna a Luigi XV. De Buffon non lasciò alcun documento su questo avvenimento. Il corpo della Bestia fu probabilmente sepolto da qualche parte nel giardino del vecchio hotel de la Rochefoucault, situato in rue de Seine e demolito nel 1825.
Il 9 settembre 1767 il vicario generale della diocesi di Mende, monsignor de Rets Fraissenet, firmò un ordine di premio in favore di Jean Chastel di 78 livres. Tale somma era però molto inferiore a quella concessa a un contadino di La Besseyre che, rivendicando il premio di 6.000 livres promesso, ne aveva ricevute 1.500, cioè l'equivalente di 150 lupi abbattuti o di cinque anni di reddito di un contadino. Dopo la morte di Chastel, avvenuta nel marzo 1789, uno dei suoi figli iniziò un procedimento legale per ottenere il resto della ricompensa e rivendicò 4.500 livres. Secondo Jean-Marc Moriceau, la rivoluzione francese e la crisi finanziaria impedirono al figlio di Chastel di recuperare il premio, tanto che nel 1797 la causa risultava ancora in corso.

## Localizzazione

Localizzazione del Gévaudan

La Bestia affliggeva principalmente la regione del Gévaudan, i cui confini sono più o meno gli stessi del dipartimento di Lozère. Si registrarono però anche attacchi a Velay (Alta Loira), Haute-Auvergne (Cantal) e Rouergue (Aveyron). L'animale era segnalato principalmente sulle montagne della Margeride e, in alcune occasioni, sul massiccio montuoso dell'Aubrac, verso Langogne e nella foresta di Mercoire, prima di spostarsi verso i monti Chauvet, Montgrand e Mouchet. Nella suddivisione territoriale francese attuale, la Bestia fece più di 80 vittime nella regione dell'Alvernia e più di 70 in Linguadoca-Rossiglione. A livello di dipartimenti, il più colpito fu quelli di Lozère, con oltre 70 vittime, seguito dall'Alta Loira con più di 60.
I cantoni di Saugues, Pinols e Le Malzieu-Ville furono quelli con il maggior numero di vittime, rispettivamente 34, 23 e 22. Nel XVIII secolo il Gévaudan era costituito da valli e da montagne boscose. I villaggi erano, all'epoca, molto dispersi e isolati. Non era raro che l'inverno fosse molto lungo, fra le prime nevicate che potevano capitare già a settembre e le ultime nel mese di maggio.

## Caratteristiche della Bestia
Le descrizioni variano a seconda dei narratori e le notizie potrebbero essere state ingigantite a causa dell'isteria collettiva, ma la Bestia del Gévaudan era generalmente identificata come un enorme cane o un enorme lupo, dalla corporatura snella e in grado di fare grandi balzi. Era grande quanto un vitello, aveva la testa di forma allungata, simile a quella di un levriero, ma con il muso appiattito, orecchie a punta e una grande bocca. Secondo le descrizioni, la coda della bestia era notevolmente più lunga di quella di un lupo, ed era portata arrotolata all'estremità. Il pelo era descritto come di colore fulvo o ruggine, ma il dorso era striato di nero e il ventre era bianco.

### Il rapporto Marin

Verbali di esame della Bestia redatti il 20 giugno 1767
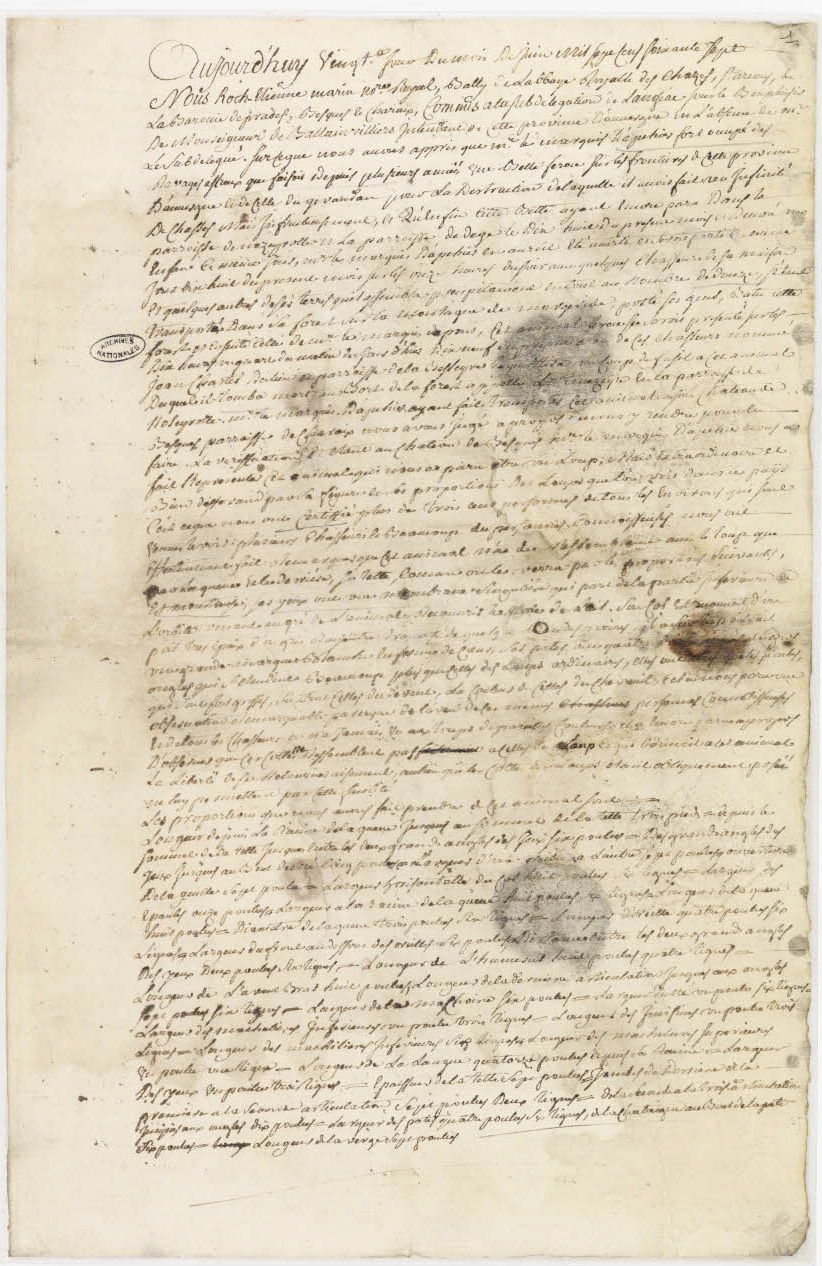
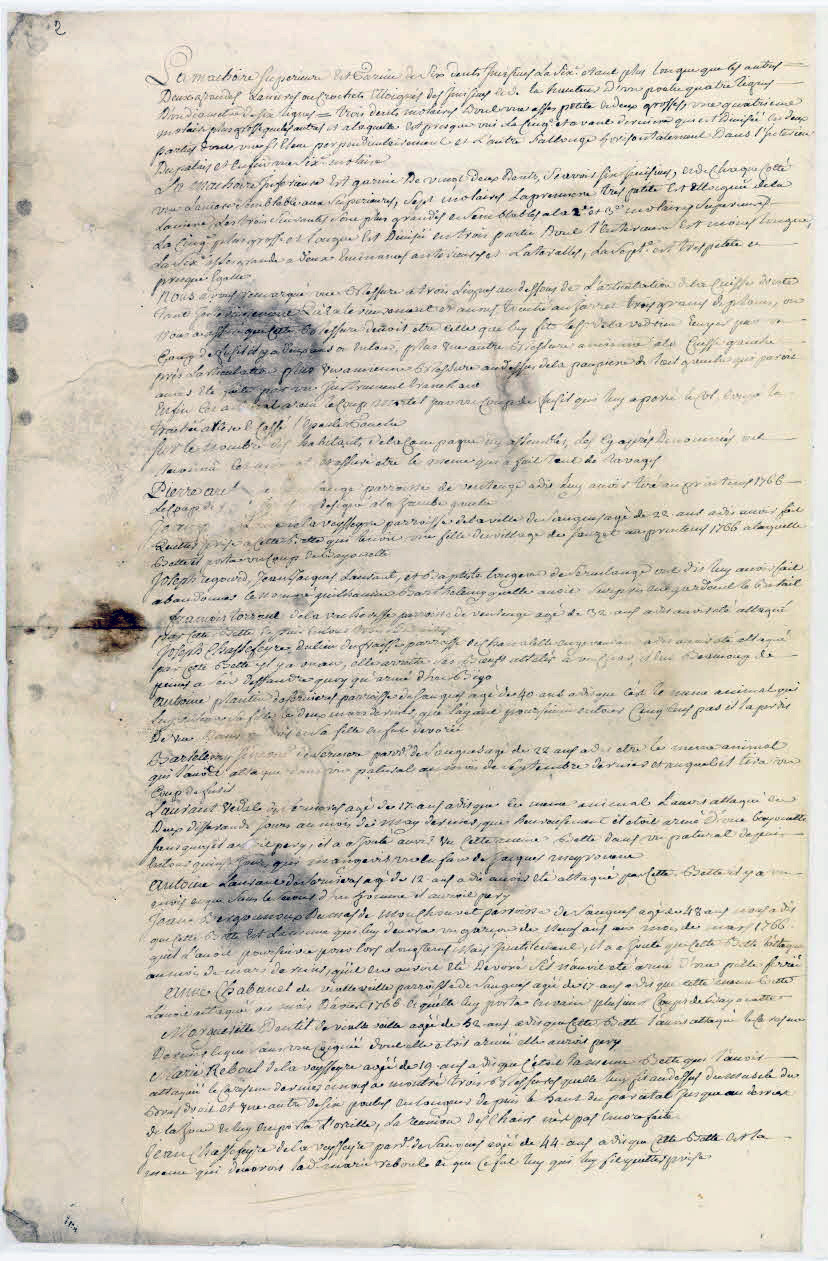
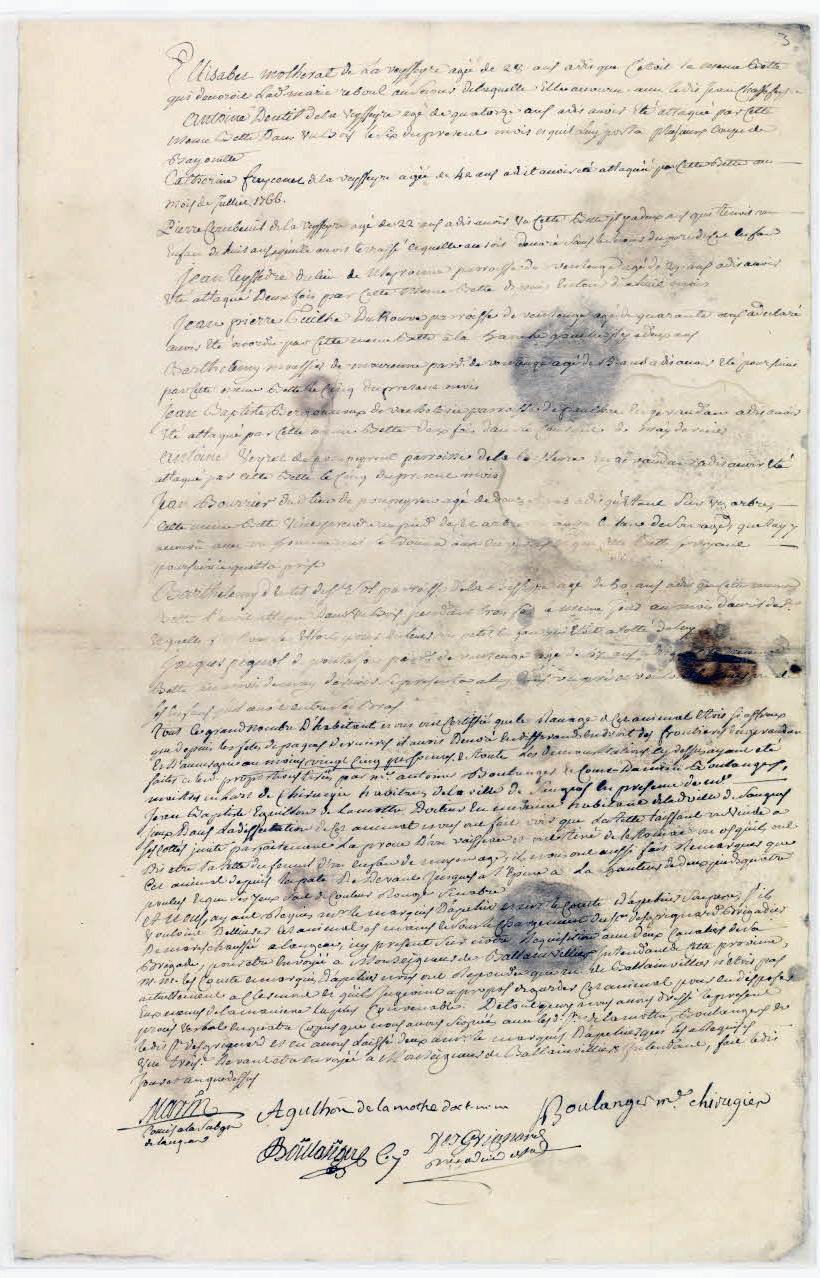

Il 20 giugno 1767, il giorno dopo l'uccisione dell'animale da parte di Jean Chastel, il notaio reale Roch Étienne Marin scrisse un rapporto sulla sua autopsia, eseguita nel castello di Besque, residenza del marchese d'Apcher a Charraix. Questo documento fu ritrovato nel 1958 e fornisce alcune informazioni sulla natura dell'animale, che «ci sembrava un lupo, ma straordinario e molto diverso nel muso e nelle proporzioni dai lupi che vediamo solitamente in questa regione». Di seguito, le dimensioni annotate da Marin:
| Elemento                                                                    | Misura originaria                | Equivalente odierno |
| --------------------------------------------------------------------------- | -------------------------------- | ------------------- |
| Lunghezza dalla radice della coda alla sommità della testa                  | trois pieds                      | 99 cm               |
| Dalla sommità della testa alla distanza tra i due grandi angoli degli occhi | six pouces                       | 16,2 cm             |
| Larghezza da orecchio a orecchio                                            | sept pouces                      | 18,9 cm             |
| Apertura della bocca                                                        | sept pouces                      | 18,9 cm             |
| Larghezza orizzontale del collo                                             | huit pouces six lignes           | 23 cm               |
| Larghezza della spalla                                                      | onze pouces                      | 29,7 cm             |
| Larghezza alla radice della coda                                            | huit pouces six lignes           | 23 cm               |
| Lunghezza della coda                                                        | huit pouces                      | 21,6 cm             |
| Diametro della coda                                                         | trois pouces six lignes          | 9,5 cm              |
| Lunghezza dell’orecchio                                                     | quatre pouces six lignes         | 12,2 cm             |
| Larghezza della fronte sotto le orecchie                                    | six pouces                       | 16,2 cm             |
| Lunghezza dell'omero                                                        | huit pouces quatre lignes        | 22,5 cm             |
| Lunghezza dell'avambraccio                                                  | huit pouces                      | 21,6 cm             |
| Lunghezza della ganascia                                                    | six pouces                       | 16,2 cm             |
| Larghezza del naso                                                          | un pouce six lignes              | 4 cm                |
| Lunghezza della lingua                                                      | quatorze pouces depuis sa racine | 37,9 cm             |
| Larghezza degli occhi                                                       | un pouce trois lignes            | 3,4 cm              |
| Spessore della testa                                                        | sept pouces                      | 18,9 cm             |
| Zampe posteriori dalla prima alla seconda articolazione                     | sept pouces deux lignes          | 19,4 cm             |
| Dalla seconda alla terza giuntura alle unghie                               | dix pouces                       | 27 cm               |
| Larghezza della gamba                                                       | quatre pouces six lignes         | 12,2 cm             |
| Dalla castagna all'estremità della gamba                                    | six pouces                       | 16,2 cm             |

La tradizione descrive l'animale lungo 129 cm complessivamente, coda esclusa, alto 77 cm e pesante 55 kg. Inoltre, questo rapporto fornisce dettagli sulle fauci, indicando che la mascella superiore era composta da 20 denti, cioè: 6 incisivi, 2 canini e 12 molari. La mandibola, invece, aveva 22 denti: 6 incisivi, 2 canini e 14 molari. La dentatura identifica senza dubbio l'animale come un canide, ma ciò che colpì di più fu, per l'appunto, la stessa conformazione facciale incredibilmente deforme e robusta, con i muscoli della mascella altrettanto robusti e molto sviluppati, i quali pare superavano i 3 kg di peso; di conseguenza, la potenza del morso doveva essere parecchio devastante.
In base all'autopsia effettuata sul cadavere, s'ipotizzò inizialmente che potesse trattarsi del risultato di un incrocio fra un cane molossoide (tipo Bulldog) ed un lupo; un'altra ipotesi suggerisce che si trattasse di un lupo affetto da acromegalia, ovvero una forma di gigantismo che colpisce soprattutto il volto e gli arti e che talvolta, col tempo, può comportare invalidità.
Nel 2016 fu presentata a Parigi, dal giornalista Jean-Claude Bourret, una scultura della Bestia realizzata a grandezza naturale secondo le misure esatte del verbale dell'autopsia di Marin.

## Identità della Bestia

### Uno o più lupi

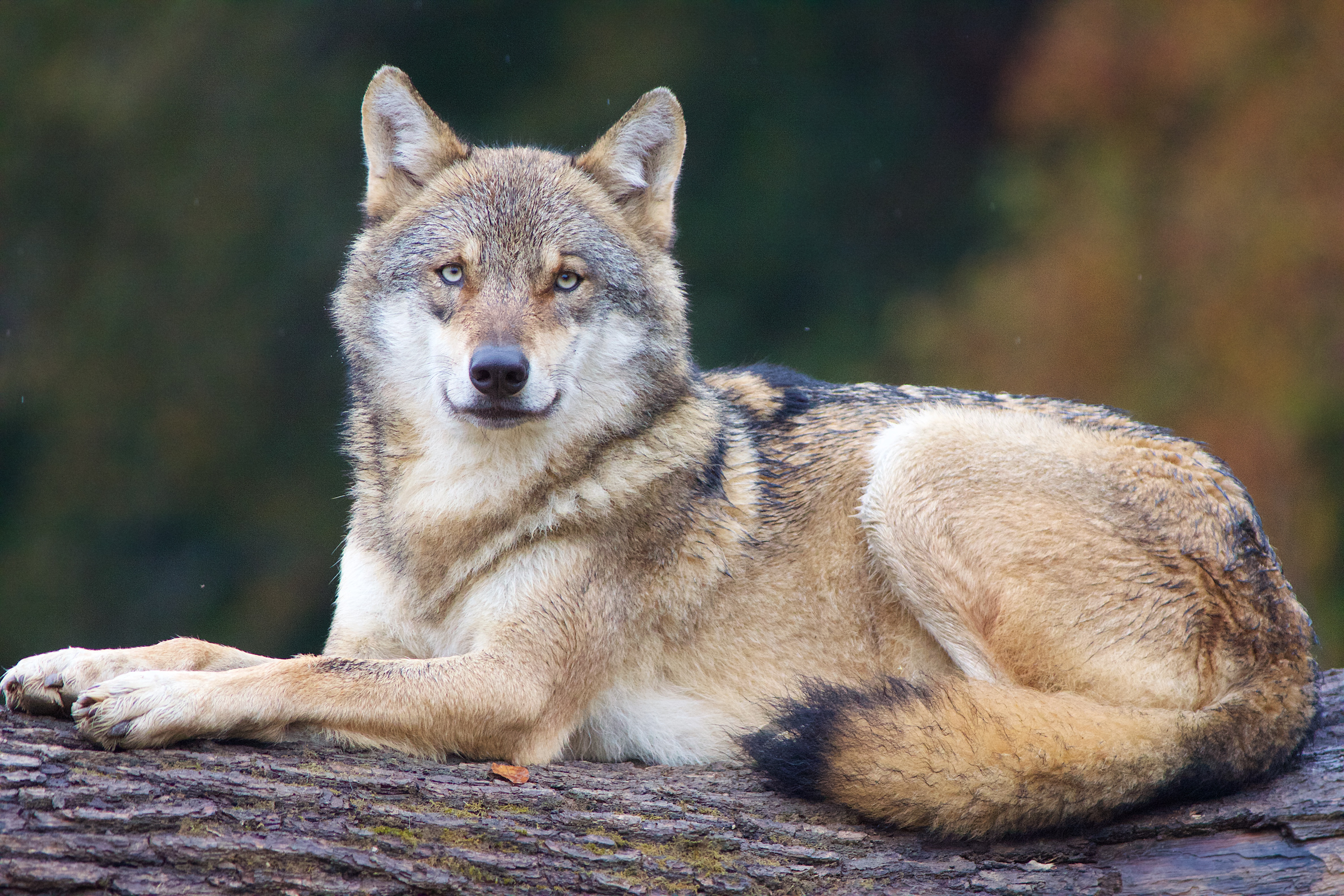
Un lupo grigio

Secondo l'interpretazione prevalente, la Bestia del Gévaudan era un lupo o un altro canide selvatico divenuto mangiatore di uomini. Gli attacchi di questi animali erano infatti un problema molto serio all'epoca, non solo in Francia, ma in tutta Europa. Nella primavera del 1765 una serie di attacchi non collegati alla Bestia del Gévaudan si verificò a nord-est di Parigi, dove un singolo lupo sbranò almeno quattro persone in due giorni prima di essere rintracciato e ucciso. Per il naturalista Georges-Louis Leclerc de Buffon, sia l'animale ucciso da François Antoin sia quello abbattuto da Jean Chastel erano lupi. L'abate François Fabre parlò di una famiglia di lupi, almeno tre. Questi tre lupi, secondo padre Xavier Pic, sarebbero stati quello ucciso dai fratelli Marlet de la Chaumette, quello ucciso da François Antoine e quello ucciso da Jean Chastel. Jacques Delperrié de Bayac giunse alla stessa conclusione, anche se menzionò la possibilità di un quarto lupo. Guy Crouzet e il canonico Félix Buffière sono meno precisi sul loro numero, ma anche loro concludono che i lupi fossero più di uno.
François de Beaufort, vicedirettore del Museo nazionale di storia naturale di Francia, afferma che la Bestia di Gévaudan designò «diversi gruppi familiari di lupi che agirono, frequentemente o occasionalmente, come mangiatori di uomini». Inoltre, il sacerdote di Auvers che seppellì una vittima il 29 aprile 1767 indicò come causa della morte, nei registri parrocchiali, «la bestia feroce o un lupo predatore». La scomparsa dei resti degli animali uccisi nel 1765 e 1767, purtroppo, esclude la possibilità di qualsiasi analisi genetica. Infine, una belva esotica fuggita da qualche circo o da qualche collezione di animali (come una iena) potrebbe aver operato contemporaneamente ai lupi.

### Animali esotici, criptidi e altre congetture
Una delle prime teorie, avanzata proprio nel momento degli eventi, identificò la Bestia come un animale esotico. Il 31 dicembre 1764 una lettera del vescovo di Mende menzionò «una bestia feroce, sconosciuta nei nostri climi». In una missiva, il capitano Jean Boulanger Duhamel descrisse la Bestia come un animale mostruoso, imparentato con il leone.
Secondo Lino Penati, che nel 1976 esaminò i fatti del Gévaudan, è plausibile che la Bestia fosse un grosso felino scappato da qualche circo ambulante, forse un leone, una tigre o un giaguaro. La teoria che la belva potesse essere un felino fu ripresa dal biologo tedesco Karl-Hans Taake, il quale affermò che, dal 1764 al 1767, circa il 5% degli attacchi agli esseri umani nel Gévaudan furono compiuti da lupi, mentre il restante 95% esclude lupi e canidi per ragioni zoologiche e fisiche. Queste aggressioni sarebbero state perpetrate dalla Bestia. Sempre secondo Taake, è impossibile che i lupi uccisi nel Gévaudan, compreso l'animale descritto nel rapporto di Marin, fossero la Bestia. Il documento di Marin e le descrizioni dei lupi dimostrerebbero infatti uno sforzo per "adattare" la descrizione di un normale lupo alle testimonianze sulla Bestia. Taake, inoltre, giudicò che le caratteristiche della Bestia, riportate dai testimoni oculari, si completerebbero a vicenda e formerebbero l'immagine coerente di un leone maschio sub-adulto. Queste caratteristiche riguarderebbero prove dirette e indirette di taglia e di massa corporea (dimensioni simili a quelle di un bovino di un anno, impronte delle zampe di 16 centimetri, ferite solo superficiali da proiettili, alta percentuale di adulti fra le vittime umane), tipo di corporatura (parte anteriore maestosa, testa piatta, pelliccia folta sulla testa e sulla schiena, estremità della coda folta), notevole forza fisica (persone adulte portate via, teschi umani frantumati, salti di circa nove metri), colore (rossastro, una banda scura lungo la schiena, macchie sui lati del corpo), comportamento (usò gli artigli per attaccare, aggredì grandi ungulati saltandogli sulla schiena, straziò le sue vittime) e vocalizzazione (emetteva un suono soffocato, come un ruggito).
L'animale esotico citato più spesso è la iena. Tale carnivoro, secondo alcuni autori, potrebbe essere fuggito dalla fiera di Beaucaire. Guy Crouzet giudica possibile la presenza accidentale di una iena randagia, visti gli acquisti reali e principeschi di animali esotici. Per corroborare l'ipotesi di un carnivoro africano viene talvolta citato un opuscolo pubblicato nel 1819 e venduto presso il Jardin des Plantes di Parigi. Il libretto rievoca una iena proveniente dall'Oriente, un tempo esposta in gabbia: «Questo animale feroce e indomabile si colloca nella classe del lupo. Vive in Egitto, cammina fra le tombe per mangiare i cadaveri. Di giorno attacca e divora uomini, donne e bambini. Ha una criniera sulla schiena, a strisce come la tigre reale. Questo animale è della stessa specie di quello che si vede nel gabinetto di Storia Naturale e di quello che divorò, nel Gévaudan, una grande quantità di persone».
Molti altri animali furono indicati come la Bestia, come il ghiottone o il tigone. Furono anche suggeriti una grande scimmia della famiglia dei babbuini o un orso. Marc Saint Val citò, nel suo saggio La Malebête du Gévaudan, uno o più tigri della Tasmania, carnivori importati in Francia dall'Oceania. Certi criptozoologi, sulla base delle descrizioni, ipotizzarono che la Bestia fosse invece uno degli ultimi sopravvissuti della famiglia degli acreodi, mammiferi estinti milioni di anni fa.

## Vittime
Di seguito, le vittime della Bestia:

### 1764

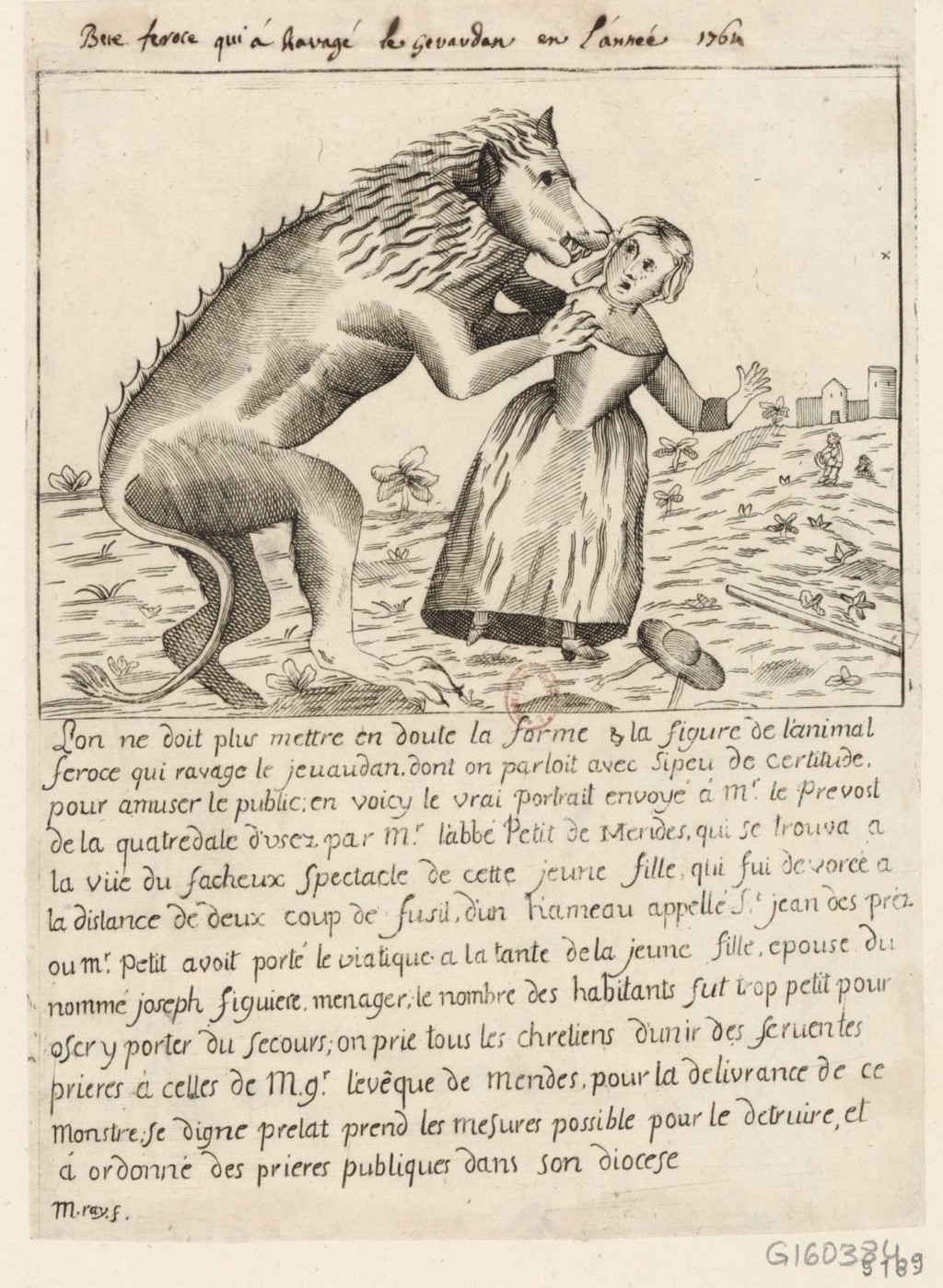
La Bête de Gevaudan, XVIII secolo.

| Date             | Vittime                                                | Conseguenze |
| ---------------- | ------------------------------------------------------ | ----------- |
| Inizio di giugno | Primo attacco a Langogne, una donna                    | Ferita      |
| 30 giugno        | Jeanne Boulet (14 anni)                                | Uccisa      |
| 8 agosto         | Una ragazza di Masmejan d'Allier (15 anni)             | Uccisa      |
| 25 agosto        | Un ragazzo di Chaylard l'Evêque (15 anni)              | Ucciso      |
| 1º settembre     | Un ragazzo di Hameau de Pradels (Chaudeyrac) (15 anni) | Ucciso      |
| 6 settembre      | Una donna di Les Estrets (36 anni)                     | Uccisa      |
| 16 settembre     | Un ragazzo di Hameau de Choisinès                      | Ucciso      |
| 26 settembre     | Una ragazza di Thorts                                  | Uccisa      |
| 28 settembre     | Una ragazza di Rieutort de Randon (12 anni)            | Uccisa      |
| 7 ottobre        | Una ragazza di Apcher (20 anni)                        | Uccisa      |
| 8 ottobre        | Un ragazzo di Pouget (15 anni)                         | Ferito      |
| 10 ottobre       | Un ragazzo di Les Caires (15 anni)                     | Ferito      |
| 10 ottobre       | Una bambina di Baradan (10 anni)                       | Ferita      |
| 19 ottobre       | Una ragazza di Grazières (21 anni)                     | Uccisa      |
| 25 novembre      | Vally Catherine (70 anni)                              | Uccisa      |
| 15 dicembre      | Catherine Chastang (45 anni)                           | Uccisa      |
| 16 dicembre      | Un ragazzo di Chanteloube                              | Ferito      |
| 18 dicembre      | Una ragazza di Caires                                  | Illesa      |
| 20 dicembre      | Una ragazza di Puech (Fau de Peyre) (12 anni)          | Uccisa      |
| 23 dicembre      | Una ragazza di Prades                                  | Uccisa      |
| 24 dicembre      | Un ragazzo di Chaulhac                                 | Ucciso      |
| 27 dicembre      | Un ragazzo di Chaulhac                                 | Illeso      |
| 27 dicembre      | Un ragazzo di Saint Privat du Fau                      | Illeso      |
| 27 dicembre      | Una ragazza di Pradels, Saint Chély d'Apcher (20 anni) | Uccisa      |
| 27 dicembre      | Una ragazza di Boussefol, Rieutort de Randon (20 anni) | Uccisa      |
| 28 dicembre      | Una ragazza di Saint Martin du Born (12 anni)          | Illesa      |
| 30 dicembre      | Matthieu Martial di Besset                             | Ucciso      |

### 1765

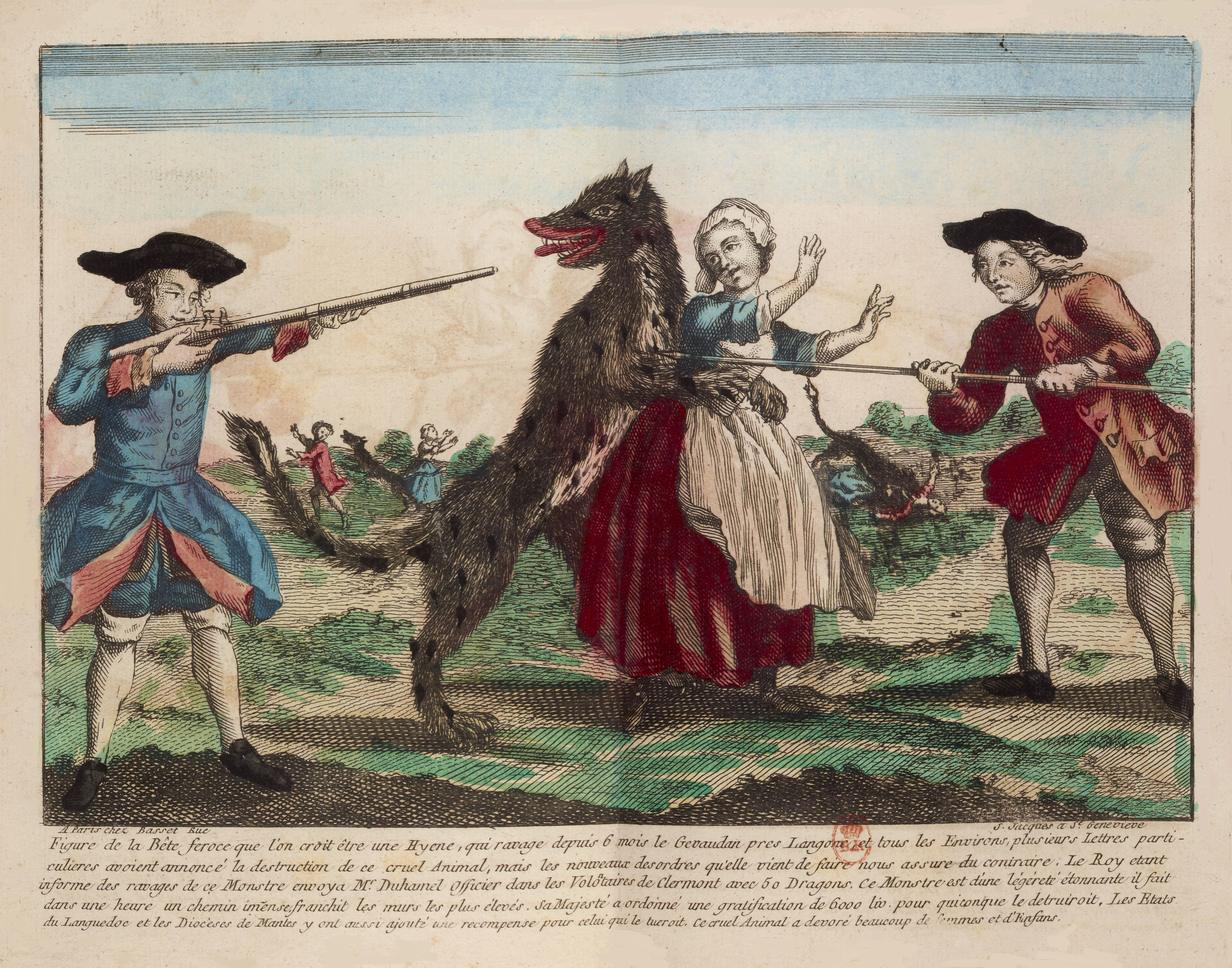
Figura della bestia feroce, incisione, 1765 circa.

| Date         | Vittime                                                            | Conseguenze     |
| ------------ | ------------------------------------------------------------------ | --------------- |
| 1º gennaio   | Limagne du Falzet (16 anni)                                        | Ucciso          |
| 2 gennaio    | Jean Chateauneuf di Mazel de Grèzes (14 anni)                      | Ucciso          |
| 6 gennaio    | Delphine Gervais di des Escures                                    | Uccisa          |
| 6 gennaio    | Una ragazza di Morsange                                            | Uccisa          |
| 9 gennaio    | Una ragazzina di Nasbinals                                         | Uccisa          |
| 11 gennaio   | Tre uomini di Laubies                                              | Illesi          |
| 12 gennaio   | Cinque ragazzini e due bambine di Villaret (13 e 9 anni)           | Illesi          |
| 12 gennaio   | Un ragazzo di Mazel de Grèzes                                      | Ucciso          |
| 14 gennaio   | Un ragazzo di Lescure (13 anni)                                    | Ucciso          |
| 15 gennaio   | Catherine Boyer (20 anni)                                          | Ferita          |
| 17 gennaio   | Un uomo di Mazel de Grèzes                                         | Illeso          |
| 22 gennaio   | Jeanne Tavanelle di Chabanolles (25 anni)                          | Uccisa          |
| 22 gennaio   | Una bambina di Venteuges (3 anni)                                  | Uccisa          |
| 28 gennaio   | Una bambina di Lastic (11 anni)                                    | Ferita          |
| 30 gennaio   | Una ragazza di Montchamp                                           | Ferita          |
| 31 gennaio   | Una ragazza di Lorcières                                           | Uccisa          |
| 31 gennaio   | Una ragazza di Charmensac (14 anni)                                | Ferita          |
| 31 gennaio   | Una ragazza di Villaret                                            | Uccisa          |
| 1º febbraio  | Un bambino di Javols (8 anni)                                      | Ferito          |
| 9 febbraio   | Marie Rousset di Mialanes (14 anni)                                | Uccisa          |
| 16 febbraio  | Un uomo vicino a la Chapelle-Laurent                               | Illeso          |
| 17 febbraio  | Una donna di la Chapelle-Laurent                                   | Illesa          |
| 17 febbraio  | Un bambino vicino a la Chapelle-Laurent                            | Ucciso          |
| 18 febbraio  | Una ragazza                                                        | Ferita          |
| 22 febbraio  | Un ragazzino di Javols                                             | Ferito          |
| 24 febbraio  | Una ragazza di La Molle (18 anni)                                  | Ferita          |
| 24 febbraio  | Un bambino di Pénaveyre                                            | Ucciso          |
| 28 febbraio  | Una donna di Escures                                               | Ferita          |
| 28 febbraio  | Una bambina di Chabrier (8 anni)                                   | Uccisa          |
| 1º marzo     | Una ragazzina di Fau de Brion                                      | Uccisa          |
| 8 marzo      | Una bambina di Fayet (10 anni)                                     | Uccisa          |
| 8 marzo      | Andre Boussugue di Fayet (9 anni)                                  | Ucciso          |
| 9 marzo      | Una donna di Ligonès (30 anni)                                     | Uccisa          |
| 11 marzo     | Marie Pougnet di Fontans (5 anni)                                  | Uccisa          |
| 12 marzo     | Una ragazza di Saint Alban                                         | Illesa          |
| 13 marzo     | Un ragazzo di Albaret Sainte Marie                                 | Illeso          |
| 13 marzo     | Un bambino di Prunières                                            | Illeso          |
| 13 marzo     | Famiglia Jouve di La Bessière, bambina (9 anni) e bambino (6 anni) | Ferita e ucciso |
| 13 marzo     | Un bambino di Chanaleilles                                         | Ucciso          |
| 15 marzo     | Un bambino di Thoras                                               | Ucciso          |
| 18 marzo     | Un ragazzino di Saint Chély                                        | Illeso          |
| 20 marzo     | Un bambino di Aumont (6 anni)                                      | Ucciso          |
| 25 marzo     | Due donne di Aumont                                                | Illese          |
| 28 marzo     | Un bambino di La Fage-Montivernous                                 | Illeso          |
| 29 marzo     | François Fontugne di Aumont (9 anni)                               | Ucciso          |
| 29 marzo     | Un ragazzo di Aumont (14 anni)                                     | Illeso          |
| 31 marzo     | Un bambino di Fournels                                             | Illeso          |
| 3 aprile     | Jacques Gibelin di Bergougnoux (10 anni)                           | Ucciso          |
| 3 aprile     | Delphine Annez di Saint Denis in Margeride (14 anni)               | Uccisa          |
| 5 aprile     | Quattro bambini di Donnepau                                        | Uccisi          |
| 7 aprile     | Gabrielle Pélissier di La Clauze (17 anni)                         | Uccisa          |
| 8 aprile     | Una ragazzina di Chaudeyrac                                        | Uccisa          |
| 16 aprile    | Un uomo di Chaudeyrac                                              | Illeso          |
| 18 aprile    | Martial Charrade di Besset (13 anni)                               | Ucciso          |
| 19 aprile    | Un bambino di Paulhac                                              | Ucciso          |
| 22 aprile    | Una ragazzina (12 anni) e un ragazzo (15 anni) di Couffours        | Feriti          |
| 29 aprile    | Una ragazzina (12 anni) di Auvers                                  | Uccisa          |
| 2 maggio     | Una donna (50 anni) di Pépinet                                     | Uccisa          |
| 3 maggio     | Una ragazza (17 anni) di Nozeyrolles                               | Uccisa          |
| 3 maggio     | Una ragazza (13 anni) di Besset                                    | Uccisa          |
| 4 maggio     | Una ragazza (14 anni) di Chanteloube                               | Uccisa          |
| 4 maggio     | Un bambino (5 anni) di Auvers                                      | Ucciso          |
| 7 maggio     | Un ragazzo di Saint-Amans                                          | Illeso          |
| 10 maggio    | Un ragazzino di Château de la Baume                                | Illeso          |
| 11 maggio    | Quattro ragazzi vicino a Mont Mouchet                              | Illesi          |
| 12 maggio    | Un bambino di Auvers                                               | Ucciso          |
| 13 maggio    | Un bambino di Auvers                                               | Illeso          |
| 19 maggio    | La signora Barlier di Servilange (45 anni)                         | Uccisa          |
| 21 maggio    | Un bambino di Mazeirac                                             | Ferito          |
| 24 maggio    | Marguerite Martin (20 anni) di Malzieu                             | Uccisa          |
| 24 maggio    | Un ragazzino (11 anni) di Amourettes                               | Ferito          |
| 24 maggio    | Marie Valès (13 anni) di Julianges                                 | Uccisa          |
| 24 maggio    | Marguerite Bony (18 anni) di Marcillac                             | Ferita          |
| 24 maggio    | Una donna anziana di Saint Privat du Fau                           | Illesa          |
| 1º giugno    | Un ragazzino (10 anni) di Nozeyrolles                              | Ucciso          |
| 1º giugno    | Jeanne Hugon (11 anni) di Lair                                     | Uccisa          |
| 5 giugno     | Jean-Pierre Thiule (40 anni)                                       | Ferito          |
| 11 giugno    | Un uomo di Pinols                                                  | Ferito          |
| 11 giugno    | Una madre e sua figlia                                             | Illese          |
| 16 giugno    | Baret Petit (10 anni) di Varennes                                  | Ferita          |
| 16 giugno    | Una ragazzina (11 anni) di Fayrolettes                             | Illesa          |
| 20 giugno    | Un bambino (8 anni) a sud-ovest di Montchavet                      | Ucciso          |
| 21 giugno    | Un ragazzo (14 anni) di Pépinet                                    | Ucciso          |
| 21 giugno    | Una ragazza (15 anni) di Sauzet                                    | Uccisa          |
| 21 giugno    | Una ragazzina (11 anni) di La Pause                                | Ferita          |
| 21 giugno    | Una ragazzina (12 anni) di Tombenis                                | Ferita          |
| 4 luglio     | Marguerite Oustallier (68 anni) di Broussolles                     | Uccisa          |
| 4 luglio     | Una ragazza di Julianges                                           | Ferita          |
| 10 luglio    | Due donne di La Besse                                              | Illese          |
| 17 luglio    | Due ragazzini                                                      | Illesi          |
| 21 luglio    | Claude Biscarrat (9 anni) di Auvers                                | Ucciso          |
| 24 luglio    | Marguerite Soulier (25 anni) di Chabanol                           | Illesa          |
| 27 luglio    | Tre ragazzi di Ruynes                                              | Illesi          |
| 29 luglio    | Un bambino di Sauzet                                               | Ucciso          |
| 3 agosto     | Pierre Roussel (5 anni) di Servières                               | Ferito          |
| 6 agosto     | Guillaume Lèbre ed Etienne Crozatier (16 e 18 anni)                | Illesi          |
| 7 agosto     | La signora Cellier di Longchamp                                    | Illesa          |
| 9 agosto     | Jeanne Anglade (16 anni) di Besset                                 | Uccisa          |
| 11 agosto    | Marie-Jeanne Vallet (20 anni) e sua sorella (17 anni)              | Illese          |
| 2 settembre  | Una ragazza (16 anni) di Dièges                                    | Ferita          |
| 6 settembre  | Una ragazza (18 anni)                                              | Illesa          |
| 8 settembre  | Marie-Jeanne Barlier (12 anni) di la Vachèlerie du Paulhac         | Uccisa          |
| 11 settembre | Quattro uomini vicino a Paulhac, Gouny Jean (30 anni)              | Illesi e ferito |
| 12 settembre | Jean Tesseidre (17 anni) e Jacques Bastide (13 anni)               | Feriti          |
| 21 settembre | Una ragazza (13 anni) di Pépinet                                   | Uccisa          |
| 2 dicembre   | Jean Couret (14 anni) e Tourneix Vidal (7 anni)                    | Illeso e ferito |
| 10 dicembre  | Due donne vicino a Lachamps                                        | Illese          |
| 14 dicembre  | Un ragazzino di Paulhac                                            | Ferito          |
| 21 dicembre  | Agnès Mourgues (12 anni) di Marcillac                              | Uccisa          |
| 23 dicembre  | Due ragazze (15 anni) di Julianges                                 | Uccise          |

### 1766

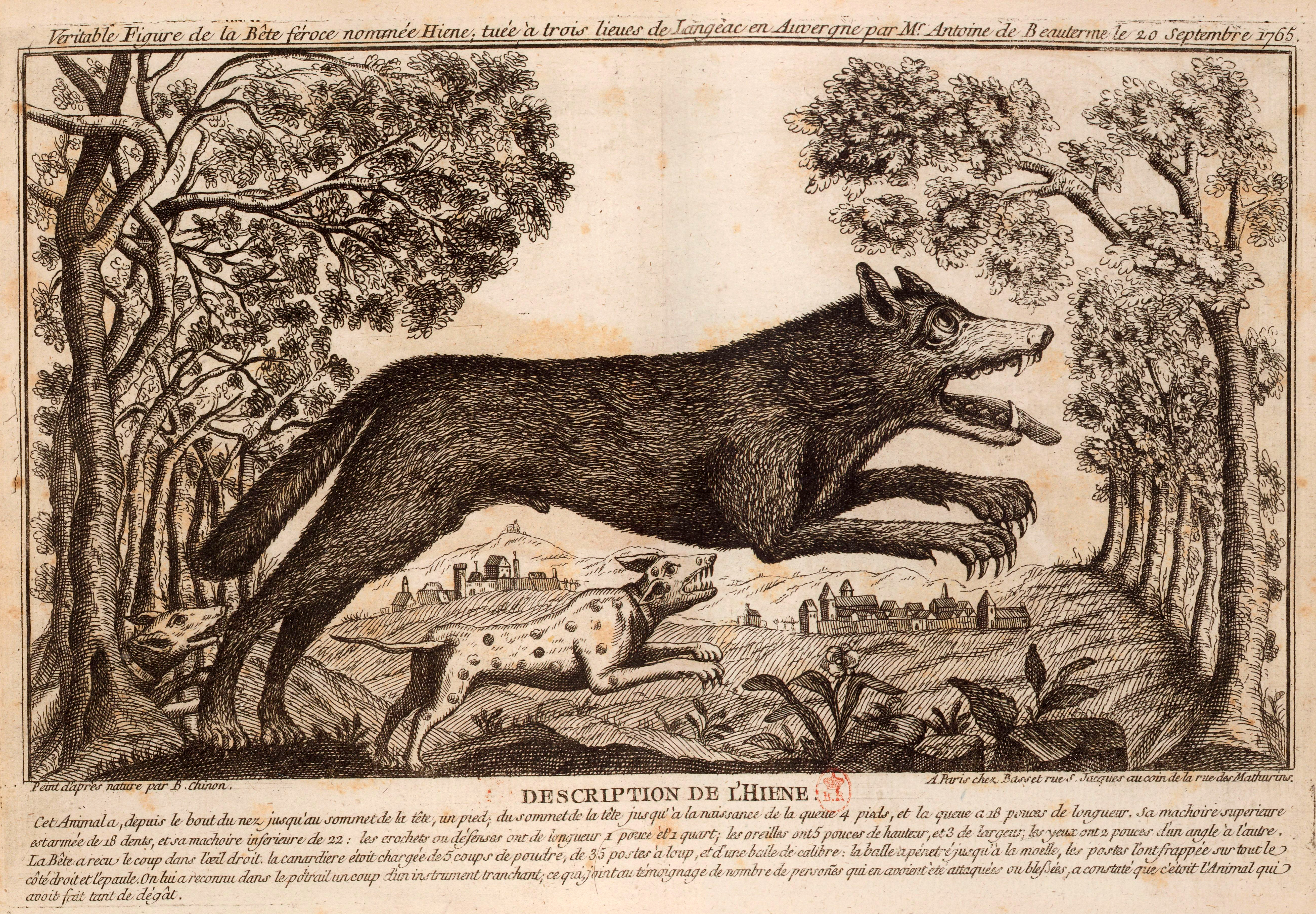
Reale figura della bestia chiamata iena, incisione, 1766 circa.

| Date                | Vittime                                            | Conseguenze |
| ------------------- | -------------------------------------------------- | ----------- |
| Inizio di gennaio   | Un bambino (8 anni) di La Vesseyre                 | Ferito      |
| Inizio di febbraio  | Una donna di Julianges                             | Uccisa      |
| 12 febbraio         | Un ragazzino di Julianges                          | Ferito      |
| 14 febbraio         | Jeanne Delmas di Lorcières                         | Ferita      |
| Fine febbraio       | Una ragazzina di Lorcières                         | Uccisa      |
| 14 marzo            | Marie Bompart (8 anni) di Liconès                  | Uccisa      |
| 20 marzo            | Anthony De La Salette vicino a Julianges           | Illeso      |
| Fine marzo          | Chuil di Montgrand                                 | Ucciso      |
| 17 aprile           | Marguerite Lèbre (7 anni) di La Pauze              | Uccisa      |
| 24 aprile           | Un uomo di Clavières                               | Ferito      |
| Fine aprile         | Una ragazzina di Sauzet                            | Ferita      |
| 31 maggio           | Teisseidre Petit (10 anni) nel bosco di La Sagette | Ucciso      |
| 3 giugno            | Una ragazzina (10 anni) di Lescoussouses           | Ferita      |
| Metà giugno         | Joseph Chassefeyre di Chanaleilles                 | Ferito      |
| Metà giugno         | Una ragazzina di La Besseyre Saint Mary            | Uccisa      |
| Fine giugno         | Un bambino di Servières                            | Ferito      |
| Inizio di luglio    | Una donna vicino a Besseyre Sainte Mary            | Uccisa      |
| Metà luglio         | Un ragazzo (15 anni) di Besseyre Sainte Mary       | Ucciso      |
| 20 luglio           | La signora Fournier di Saint Privat du Fau         | Illesa      |
| Fine luglio         | Catherine Freycenet (42 anni) di Vesseyre          | Ferita      |
| 3 agosto            | Valentine, ragazzina (12 anni) di Bugeac           | Uccisa      |
| 5 agosto            | Peyralier Petit, vicino a La Clauze                | Illeso      |
| 15 agosto           | Anne Chabanel (17 anni) di Vialevielle             | Ferita      |
| 20 agosto           | Un ragazzino di Vesseyre                           | Ferito      |
| 23 agosto           | Due ragazzine di Bugeac                            | Uccise      |
| 28 agosto           | Magdelaine Pascal (13 anni) di Auvers              | Uccisa      |
| Fine agosto         | Una ragazzina di Servière                          | Uccisa      |
| Inizio di settembre | Un ragazzo di Servière                             | Ucciso      |
| 12 settembre        | Jean-Pierre Cellier (12 anni) di Broussous         | Ucciso      |
| 15 settembre        | La signora Merle di Servière                       | Ferita      |
| Fine settembre      | Una ragazzina di Montgrand                         | Uccisa      |
| Fine ottobre        | Barthélémy Simon (22 anni) vicino a Servières      | Illeso      |
| 10 ottobre          | Un uomo vicino a Mount Mouchet                     | Ferito      |
| Fine ottobre        | una ragazza di Brugeyre                            | Uccisa      |
| 1º novembre         | Jean-Pierre Ollier (12 anni) vicino a La Soucheyre | Ucciso      |

### 1767

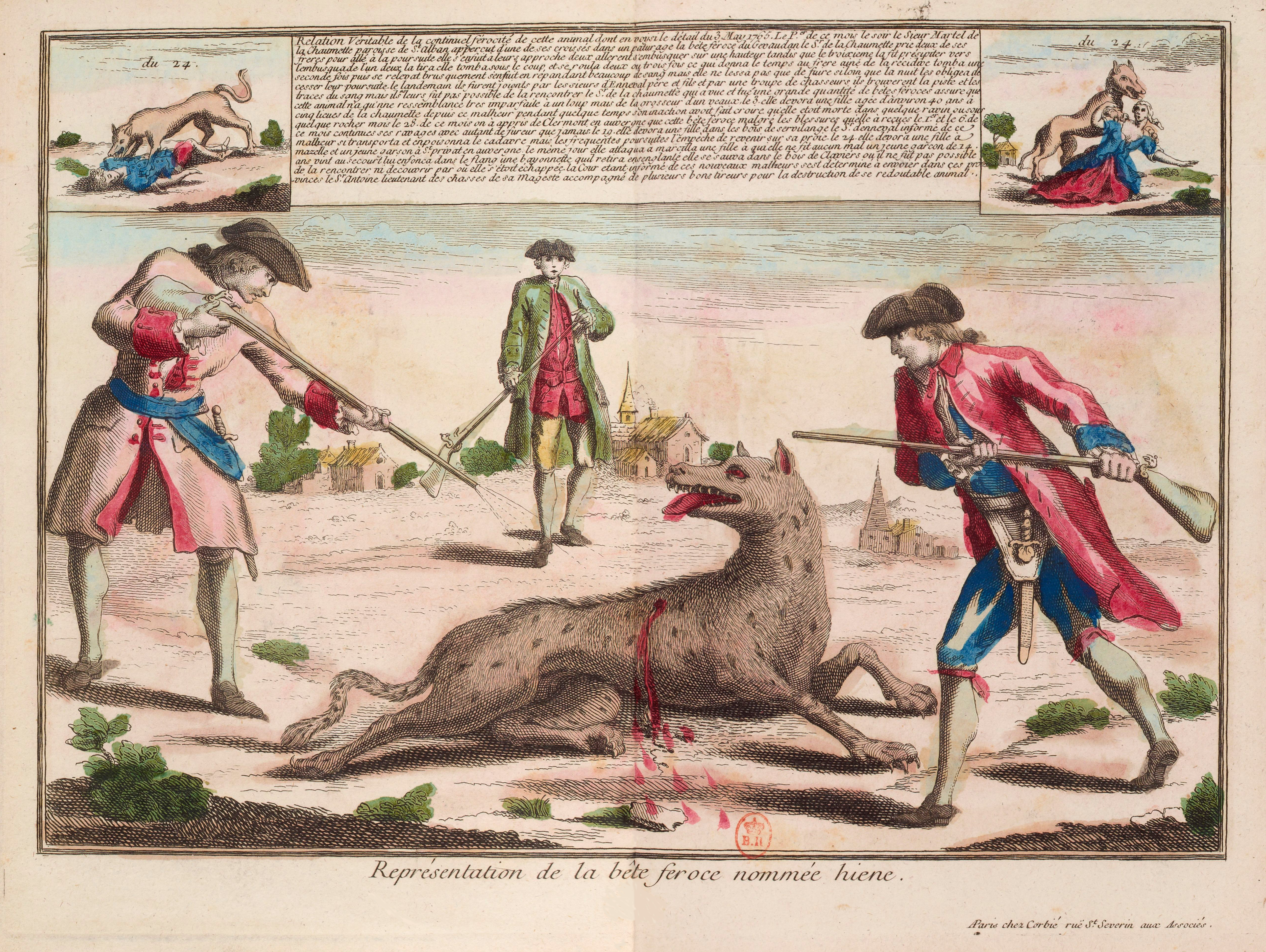
Rappresentazione della bestia feroce denominata iena, stampa, 1765-1767.

| Date             | Vittime | Conseguenze |
| ---------------- | --- | ----------- |
| 2 marzo          | Marie Plantin (11 anni) di Pontajou                                                                                     | Uccisa      |
| Metà marzo       | Marie Reboul (19 anni) di Vesseyre                                                                                      | Ferita      |
| 28 marzo         | Anne-Marie Pascal (9 anni) vicino a Darnes                                                                              | Uccisa      |
| Fine marzo       | Marguerite Denty (32 anni) di Viallevielle                                                                              | Ferita      |
| 4 aprile         | Jeanne Paulet (15 anni) vicino a Desges                                                                                 | Uccisa      |
| 7 aprile         | Louise Soulier di Nozyrolle                                                                                             | Uccisa      |
| 10 aprile        | Etienne Loubat (9 anni) di Saint Privat du Fau                                                                          | Ucciso      |
| 13 aprile        | Blanc Anne Petit di Bugeac                                                                                              | Uccisa      |
| 16 aprile        | Thérèse Paulet di Ménial                                                                                                | Uccisa      |
| 20 aprile        | Un ragazzino nel bosco di Septols                                                                                       | Illeso      |
| 22 aprile        | Un bambino (8 anni) di Vesseyre                                                                                         | Ferito      |
| 25 aprile        | Una ragazza (17 anni) vicino a Auvers                                                                                   | Uccisa      |
| 29 aprile        | Rose de La Rallère di Nozeyrolles                                                                                       | Uccisa      |
| Inizio di maggio | Due ragazzini (12 anni)                                                                                                 | Illesi      |
| Inizio di maggio | Il figlio di Jacques Pignol (6 anni)                                                                                    | Ferito      |
| 5 maggio         | Marie Bastide (48 anni) vicino a Servillanges                                                                           | Uccisa      |
| 5 maggio         | Catherine Coutarel di Nozeyrolles                                                                                       | Uccisa      |
| 10 maggio        | Una ragazza di La Clauze                                                                                                | Ferita      |
| 13 maggio        | Laurent Védal (17 anni) vicino a Servières                                                                              | Illeso      |
| 14 maggio        | Laurent Védal (17 anni) stesso luogo                                                                                    | Ferito      |
| 16 maggio        | Marie Denty (11 anni) di Septols                                                                                        | Uccisa      |
| 20 maggio        | Antoine Laurent (12 anni) di Servières                                                                                  | Ferito      |
| 20 maggio        | Biscarat Sébastien (11 anni) di Les Costes                                                                              | Ucciso      |
| 23 maggio        | Due ragazzine di Comès                                                                                                  | Uccise      |
| 26 maggio        | Joseph Meyronnec (15 anni) vicino a Montchauvet                                                                         | Ucciso      |
| 27 maggio        | André Hugon di Nozeyrolles                                                                                              | Ucciso      |
| Fine maggio      | Baptiste Bergougnoux a La Vachèlerie (aggredito due volte)                                                              | Illeso      |
| Fine maggio      | Una donna (40 anni) di La Roche                                                                                         | Uccisa      |
| Inizio di giugno | François Laurent (32 anni) e Barthélémy Moussier di Venteuges, Antoine Dentry di Vesseyres, Antoine Veyret di Pompeyrin | Illesi      |
| 11 giugno        | Un bambino vicino a Desges                                                                                              | Ucciso      |
| 12 giugno        | Catherine Chautard (9 anni) di Couffours                                                                                | Uccisa      |
| Metà giugno      | Barthélemy Guillaume di Servilanges                                                                                     | Ucciso      |
| 18 giugno        | Un bambino vicino a Desges                                                                                              | Ucciso      |

## Nella cultura di massa
- Sul Corriere dei Piccoli n° 27 del 6 luglio 1969 apparve il fumetto La Bestia del Gévaudan, liberamente ispirato alle vicende storiche.
- Il film Il patto dei lupi del 2001, diretto da Christophe Gans, è ispirato alla vicenda della Bestia del Gévaudan.
- Nel film Wolfman del 2010, diretto da Joe Johnson, durante il viaggio in treno il protagonista incontra un signore anziano con un bastone da passeggio con la testa di lupo d'argento. Il vecchio spiega di averlo preso a Gévaudan e lo lascia a Lawrence quando egli menziona di andare a Blackmoor, dove diverse persone (incluso suo fratello) sono state uccise. Ciò suggerisce che la Bestia del Gévaudan sia stata un licantropo.
- Nel dicembre 2010 esce l'albo di Martin Mystère Il ritorno della Bestia, storia ispirata alla Bestia del Gèvaudan.[84]
- Il personaggio e la storia della Bestia del Gévaudan appaiono sull'omonimo albo (La bestia del Gevaudan) di Dampyr, il n° 159.[85]
- La seconda parte della quinta stagione della serie Teen Wolf è incentrata sulla Bestia del Gévaudan che viene rappresentata come un enorme lupo mannaro.
- La vicenda della Bestia del Gévaudan compare anche nella serie manga The Case Study of Vanitas del 2015 scritta e disegnata da Jun Mochizuki.
- Nel maggio 2017 si parla della Bestia del Gévaudan su Zagor Maxi n° 30, intitolato Il segreto dei druidi.
- Nel marzo 2021 viene annunciato un film dal titolo This Beast, diretto da Kurt Sutter e prodotto dalla Blumhouse di Jason Blum per Netflix, ispirato agli eventi legati alla bestia del Gévaudan[86].
- A maggio 2021 il gruppo power metal Powerwolf pubblica il videoclip della canzone Beast of Gévaudan, tratto dall'album Call of the Wild.
- Nell’opera My Hero Academia di Kōhei Horikoshi, lo studente della classe 1-B Jurota Shishida, il cui potere è la capacità di trasformarsi in una grande bestia, sceglie come nome da eroe Gevaudan.